# Biserica de lemn din Crișeni

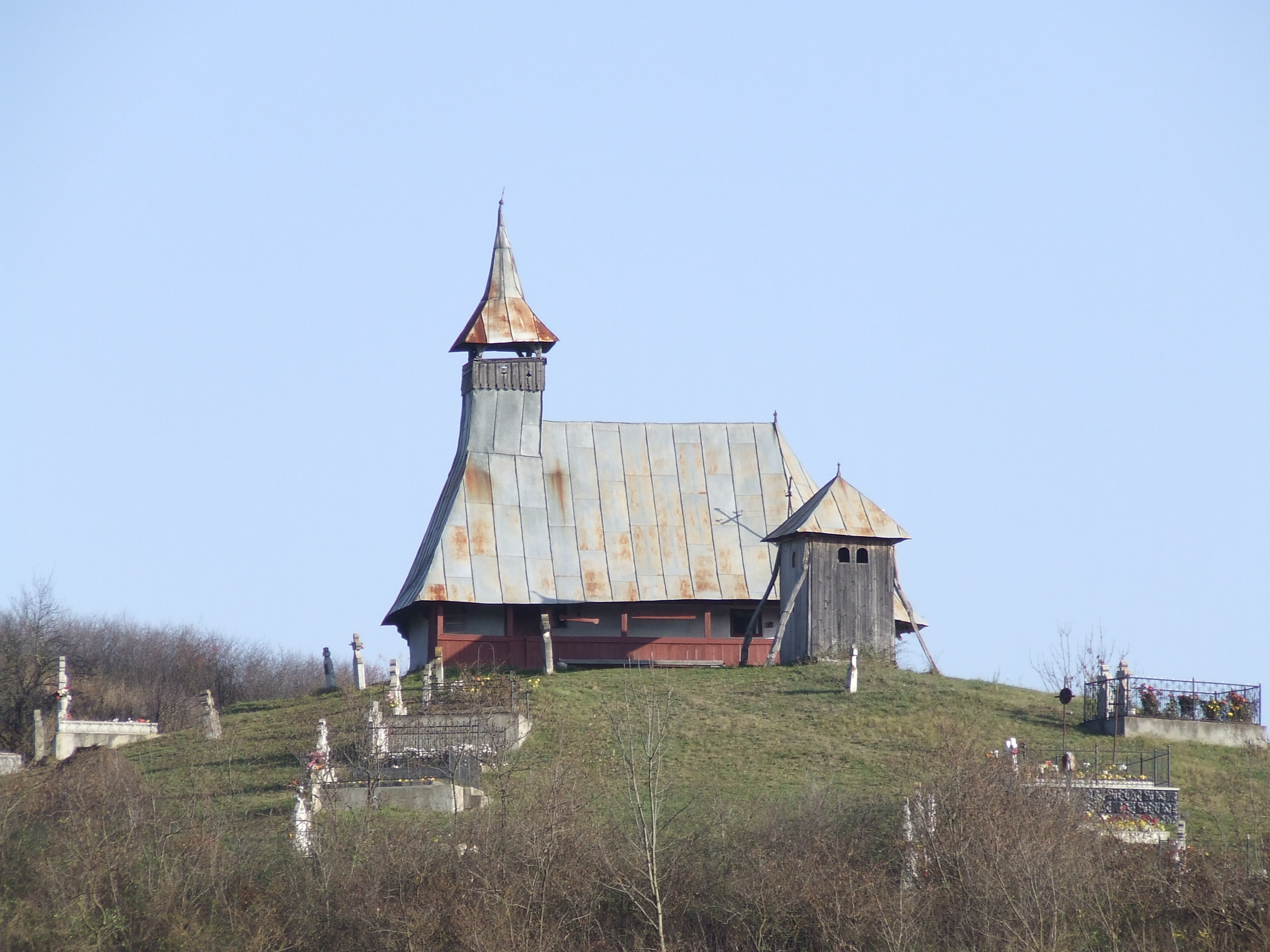
Biserica de lemn din Crişeni, județul Cluj, 2008

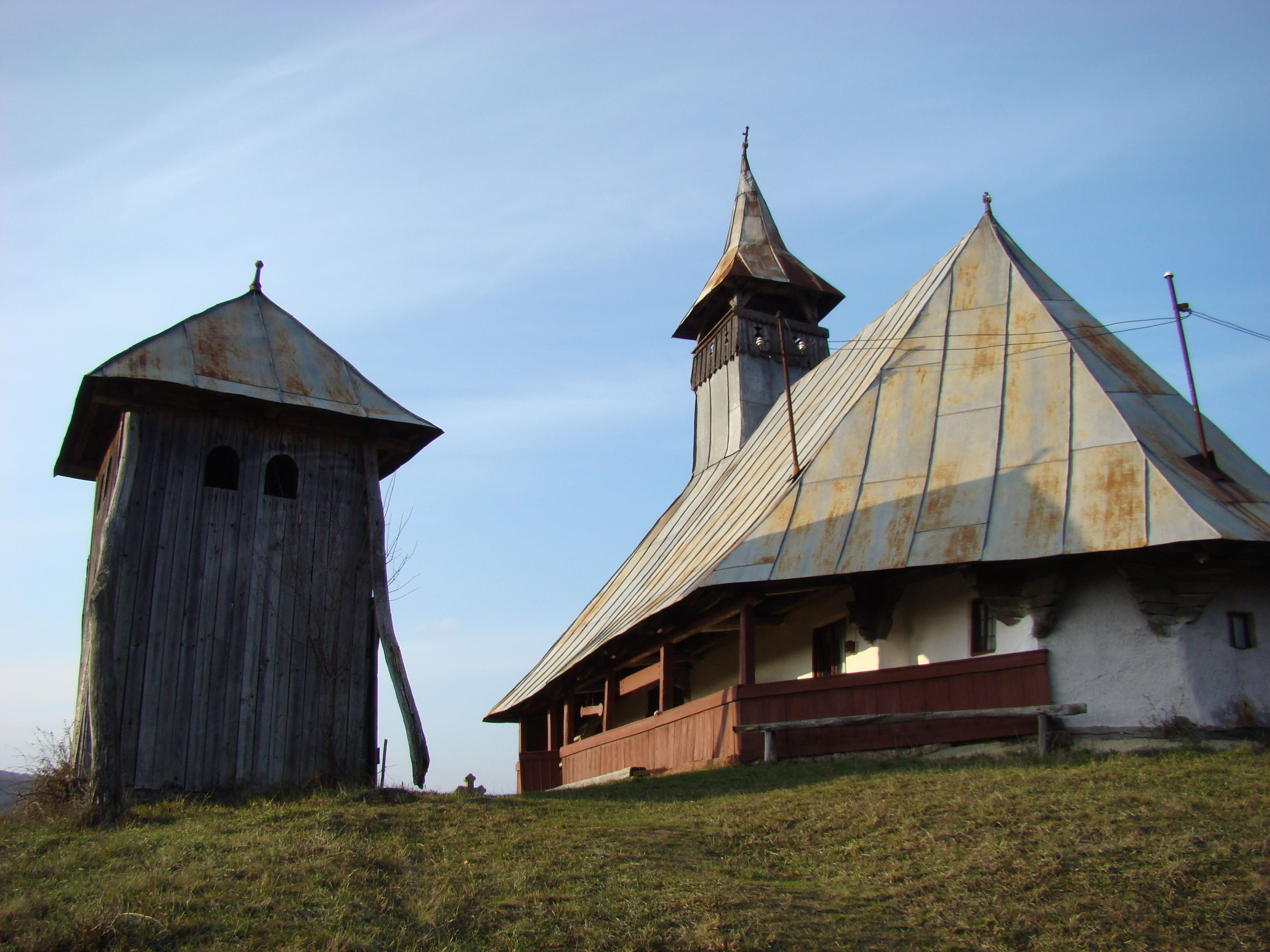
Biserica de lemn „Sfinţii Arhangheli” din Crişeni, comuna Mociu, județul Cluj, foto: decembrie 2009.

Biserica de lemn din Crișeni, comuna Mociu, județul Cluj, datează din anul 1791. Are hramul „Sfinții Arhangheli Mihail și Gavriil”. Ansamblul format din biserică și clopotnița de lemn se află pe noua listă a monumentelor istorice sub codul LMI:  CJ-II-a-B-07583.

## Istoric
Biserica de lemn este în continuare folosită de săteni pentru slujba religioasă, însă există în construcție o altă biserică din cărămidă, a cărei construcție a început în anul 2002, aflată în anul 2009 în fază avansată de execuție - practic construcția este finalizată, urmează finisajele interioare și pictura pereților, fiind posibil astfel ca și această biserică să intre în conservare în scurt timp, la fel ca biserica de lemn din Berchieșu, aflată la circa 3 km distanță.

## Imagini

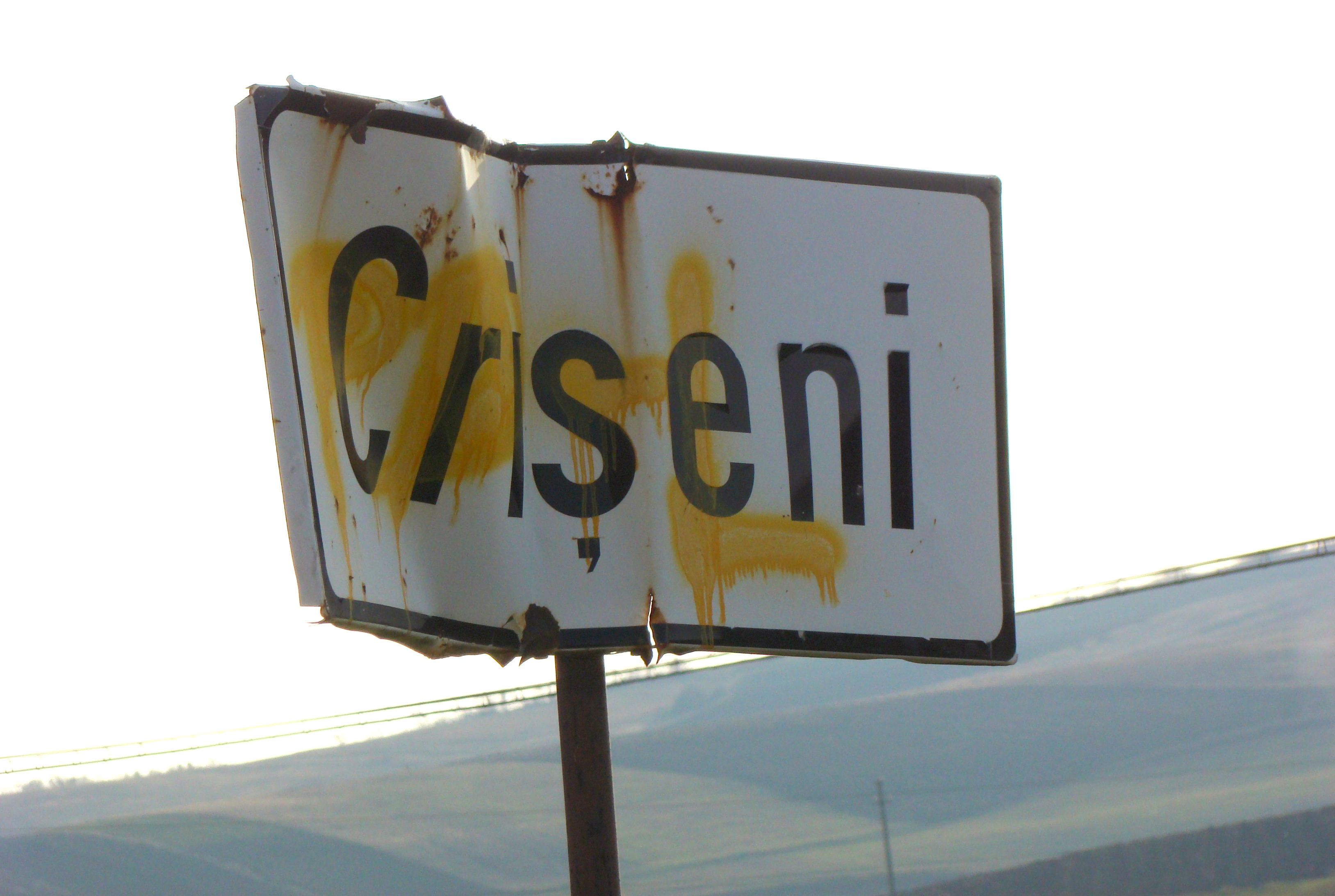
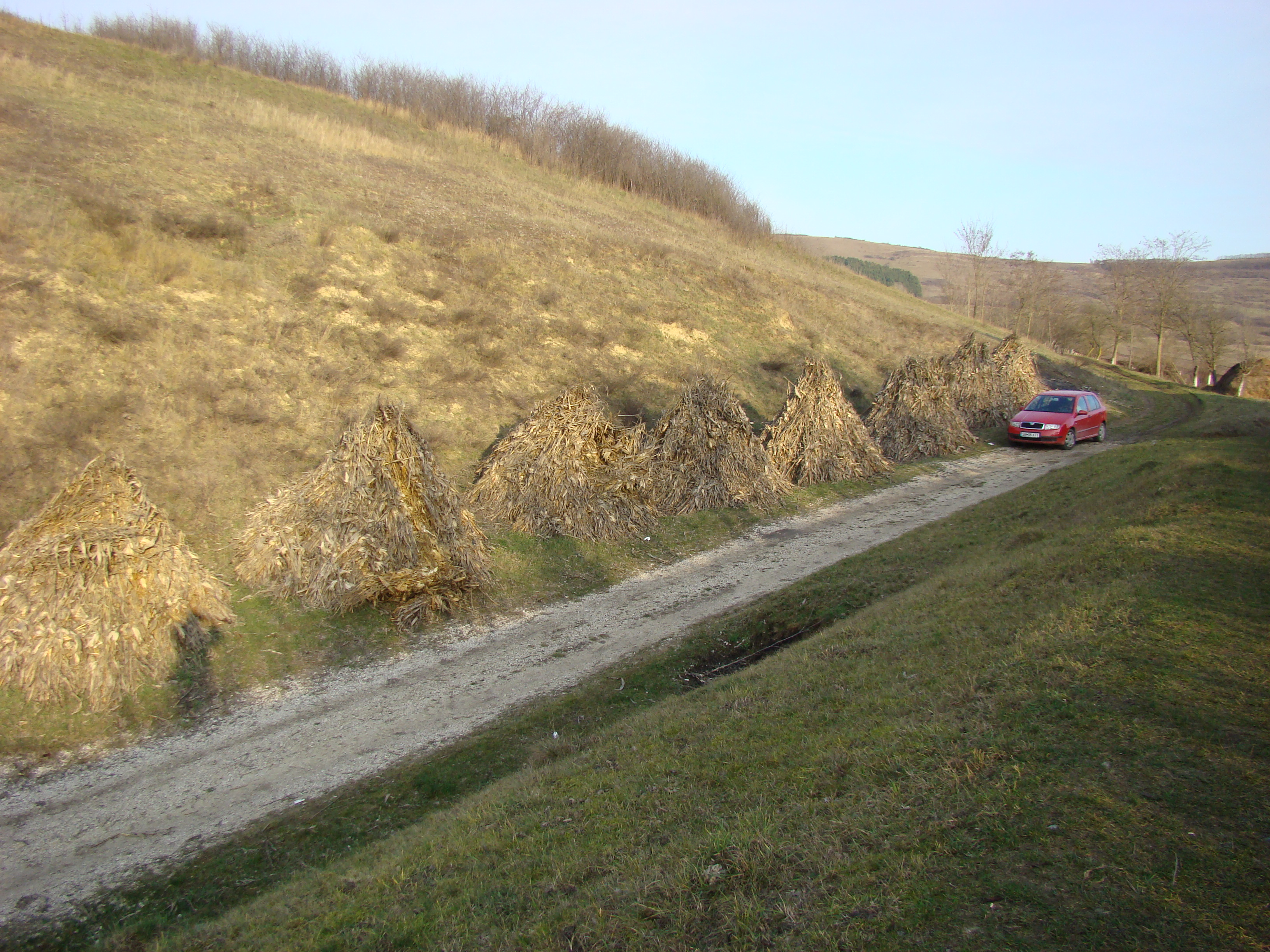
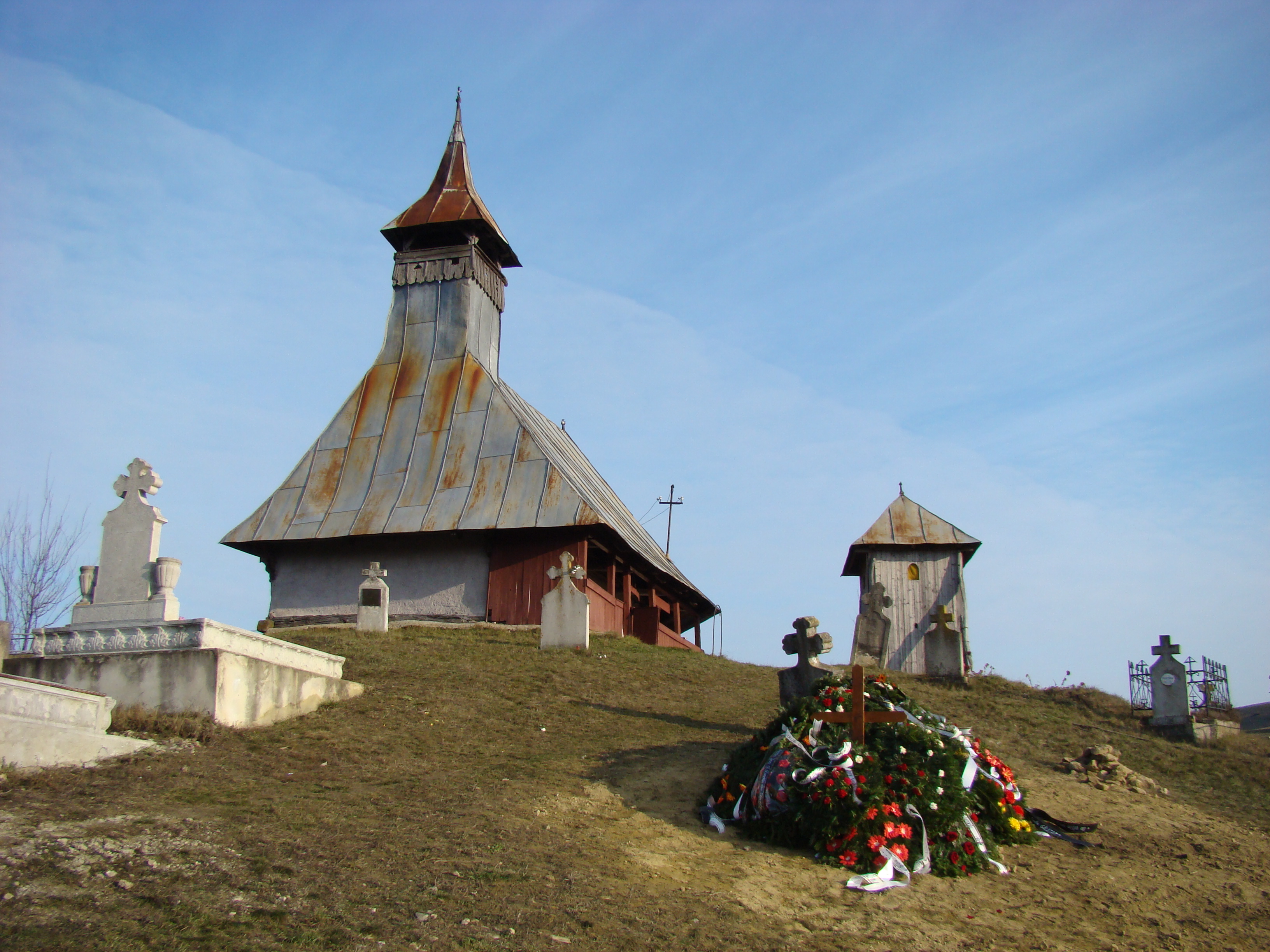
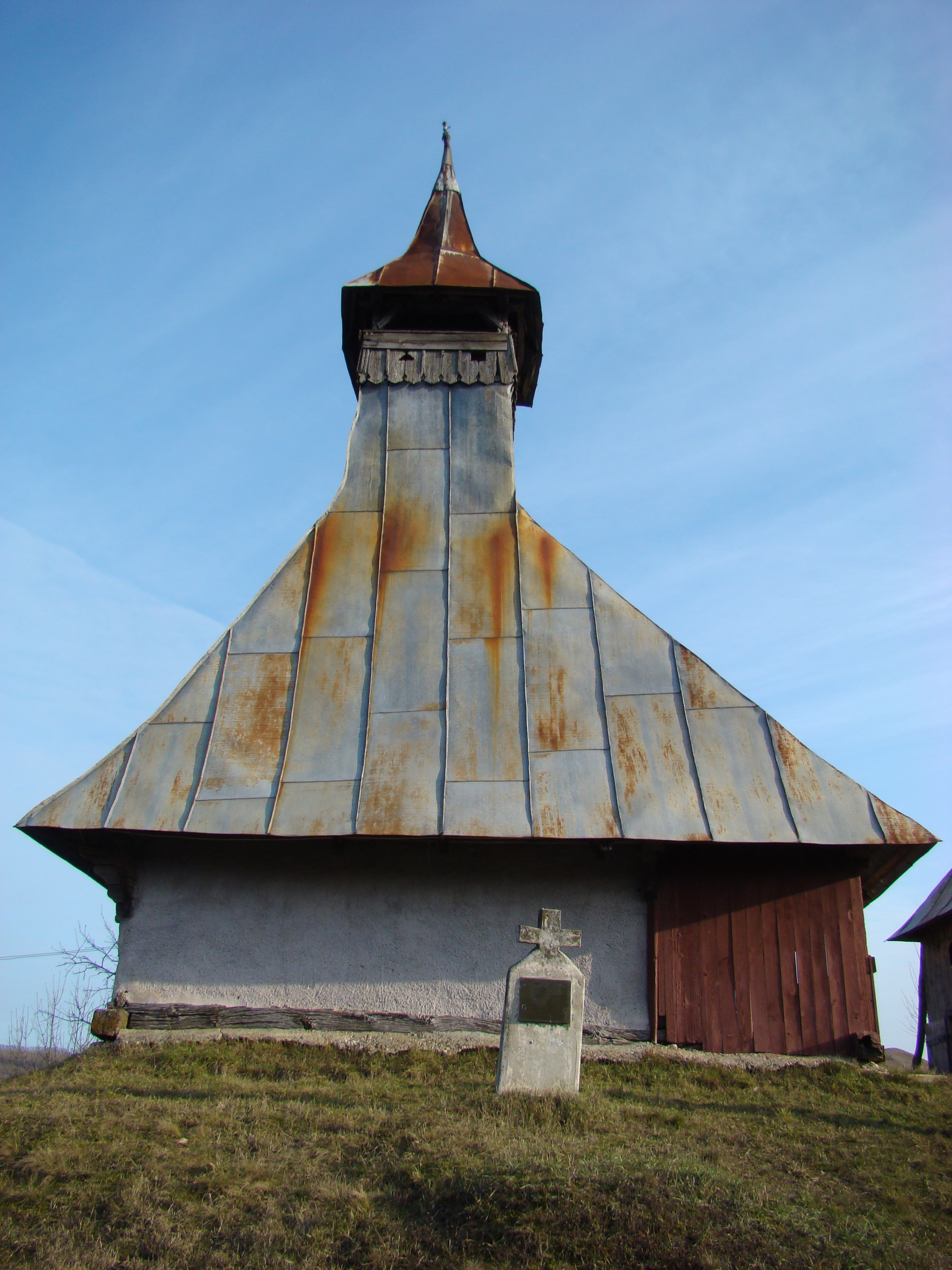
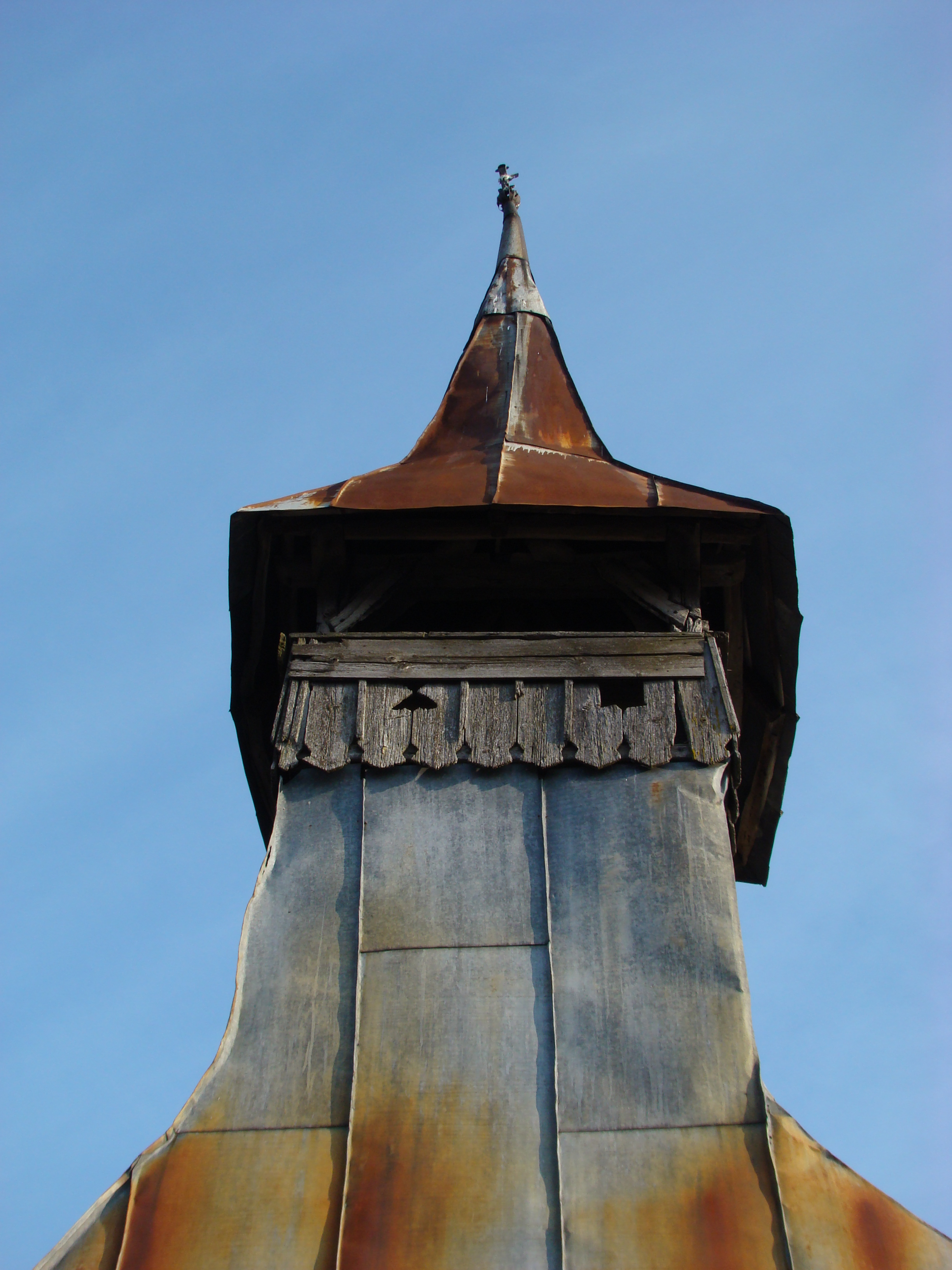
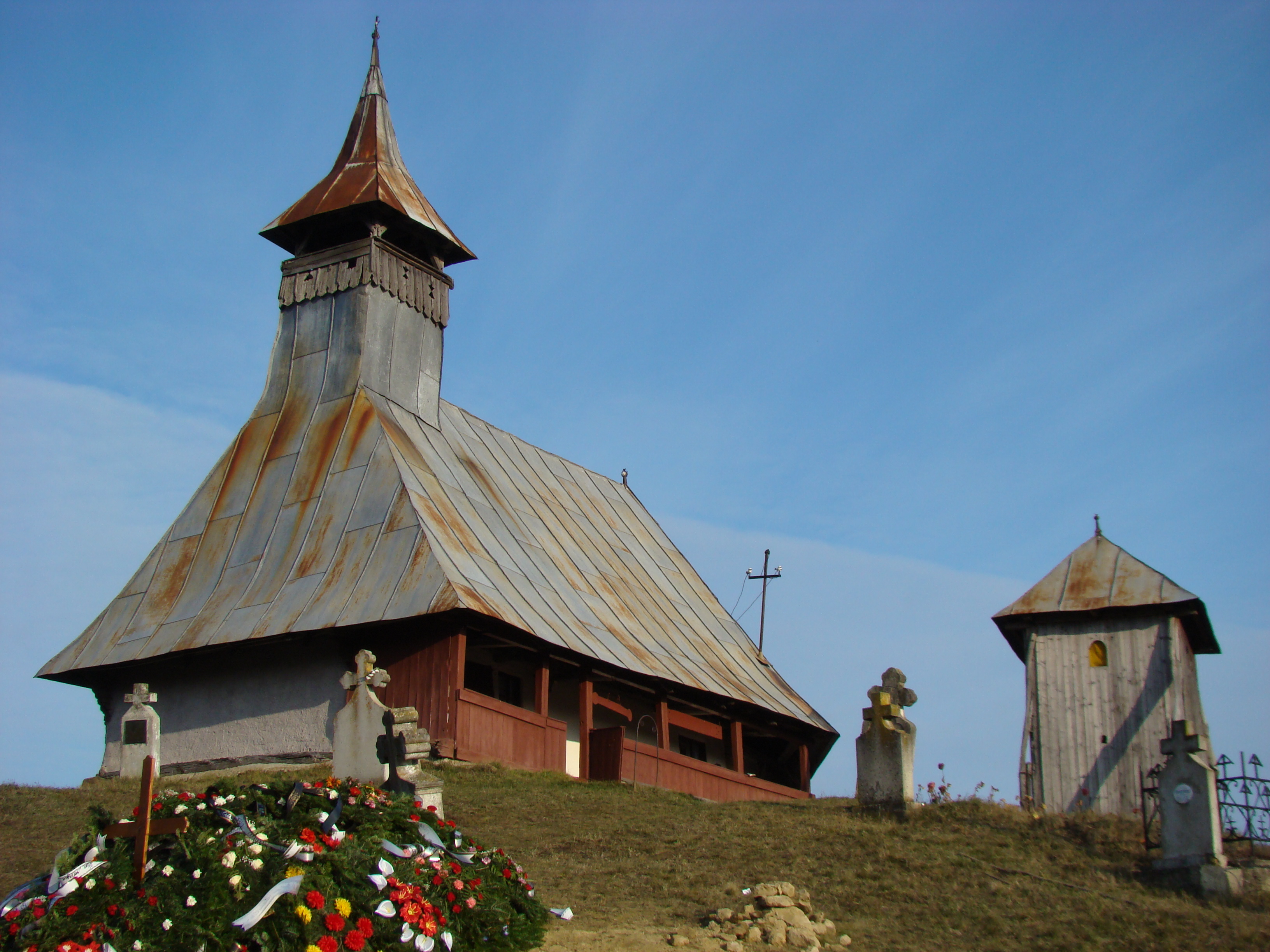
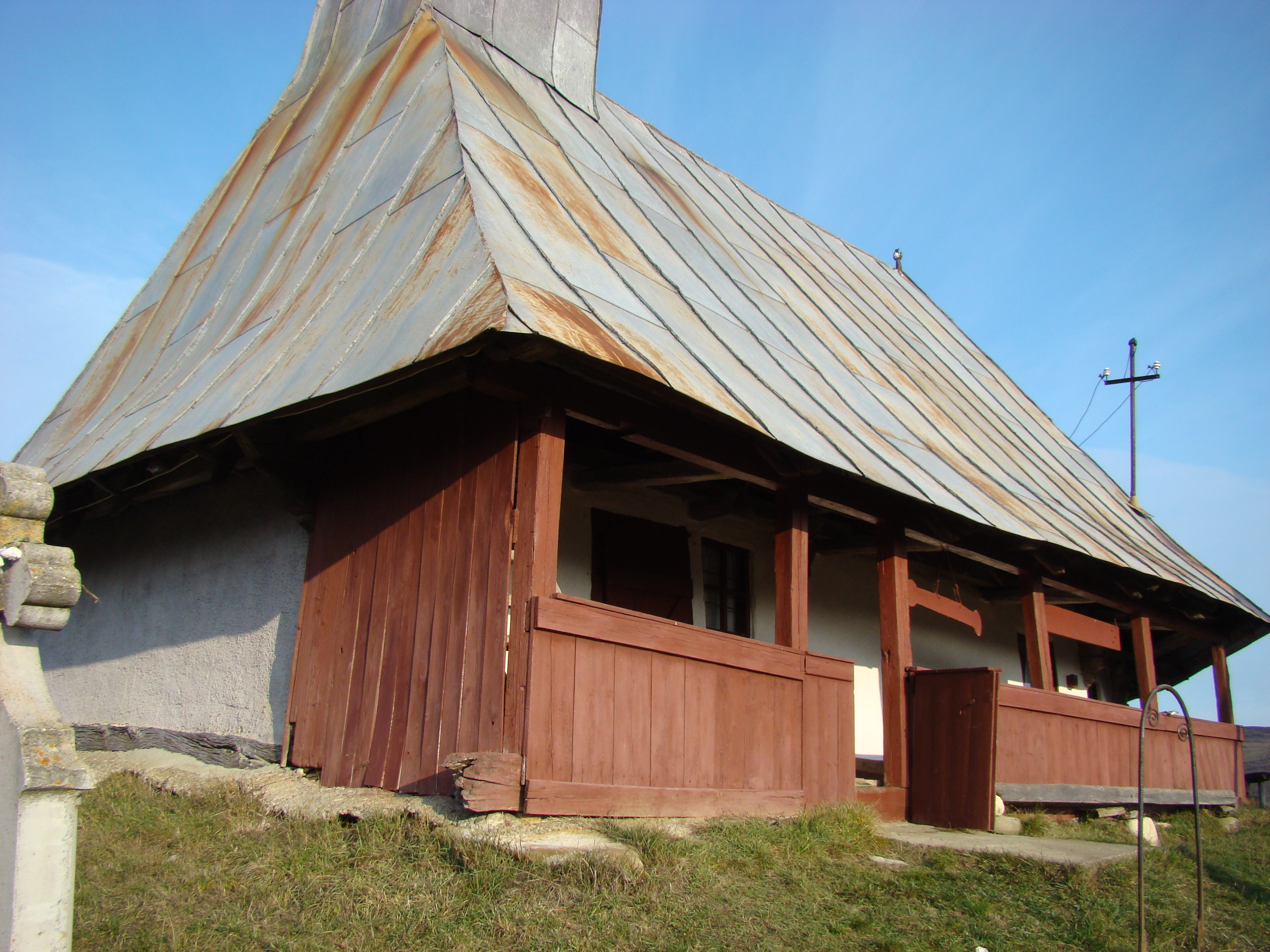
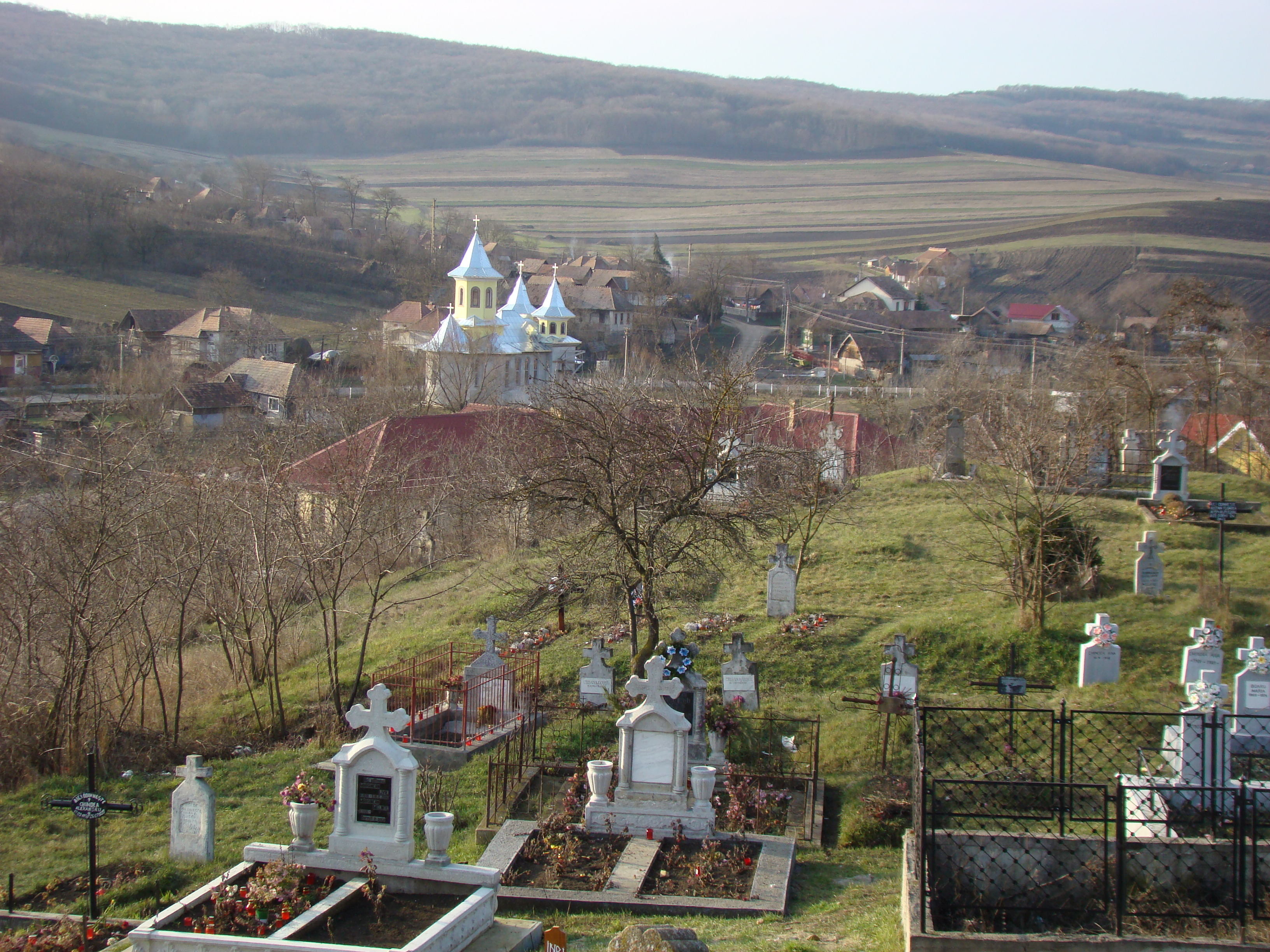
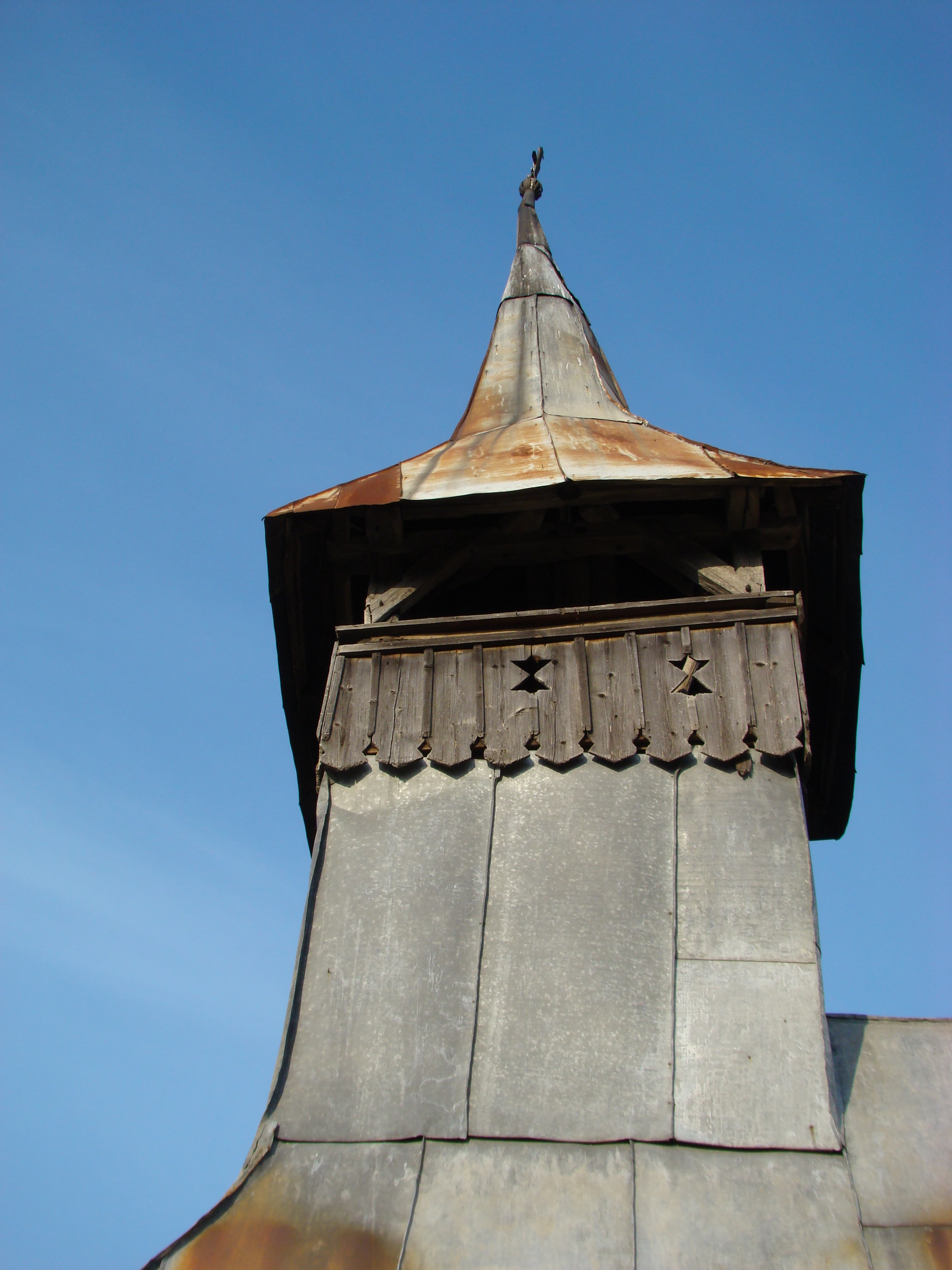
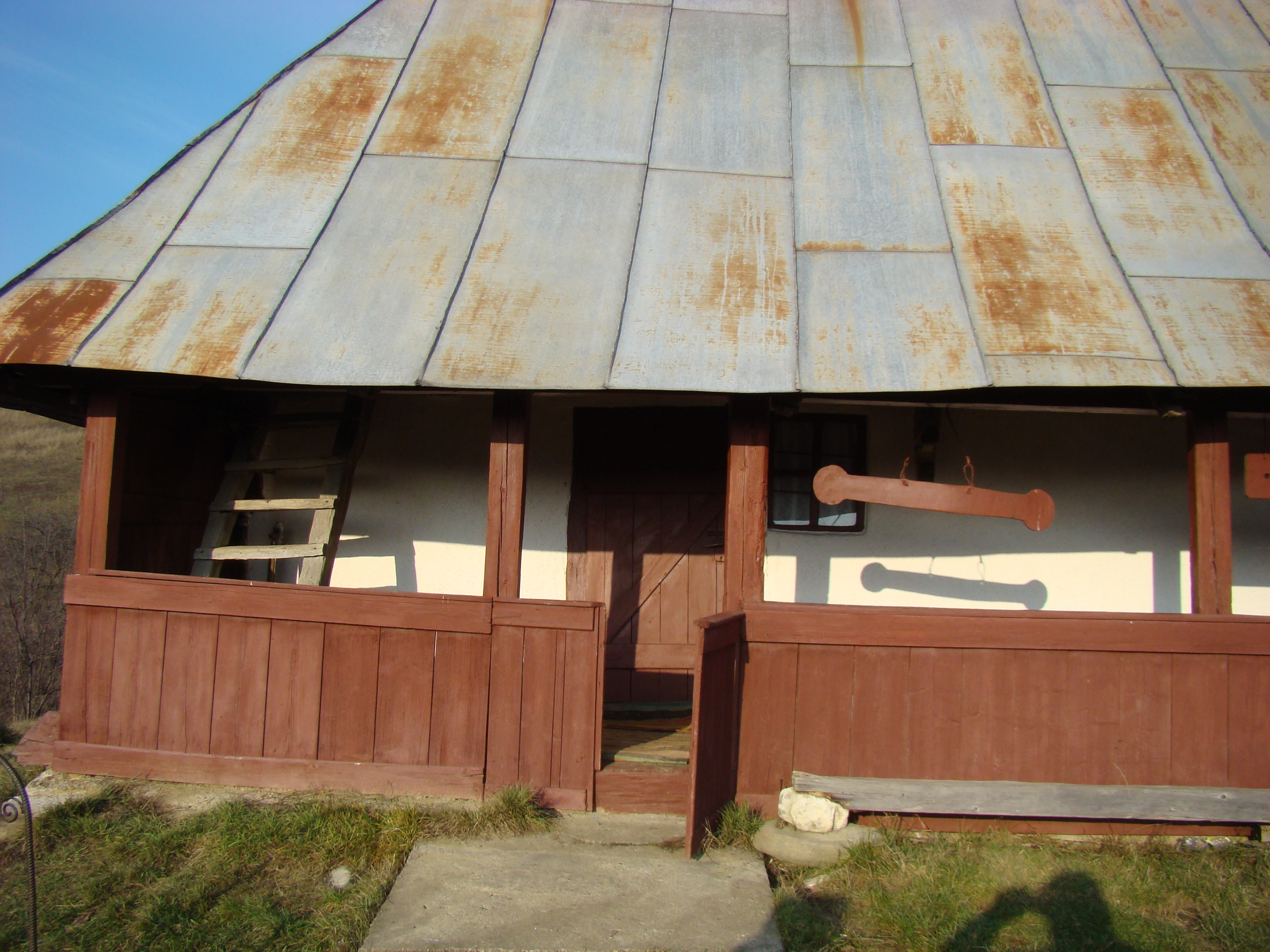
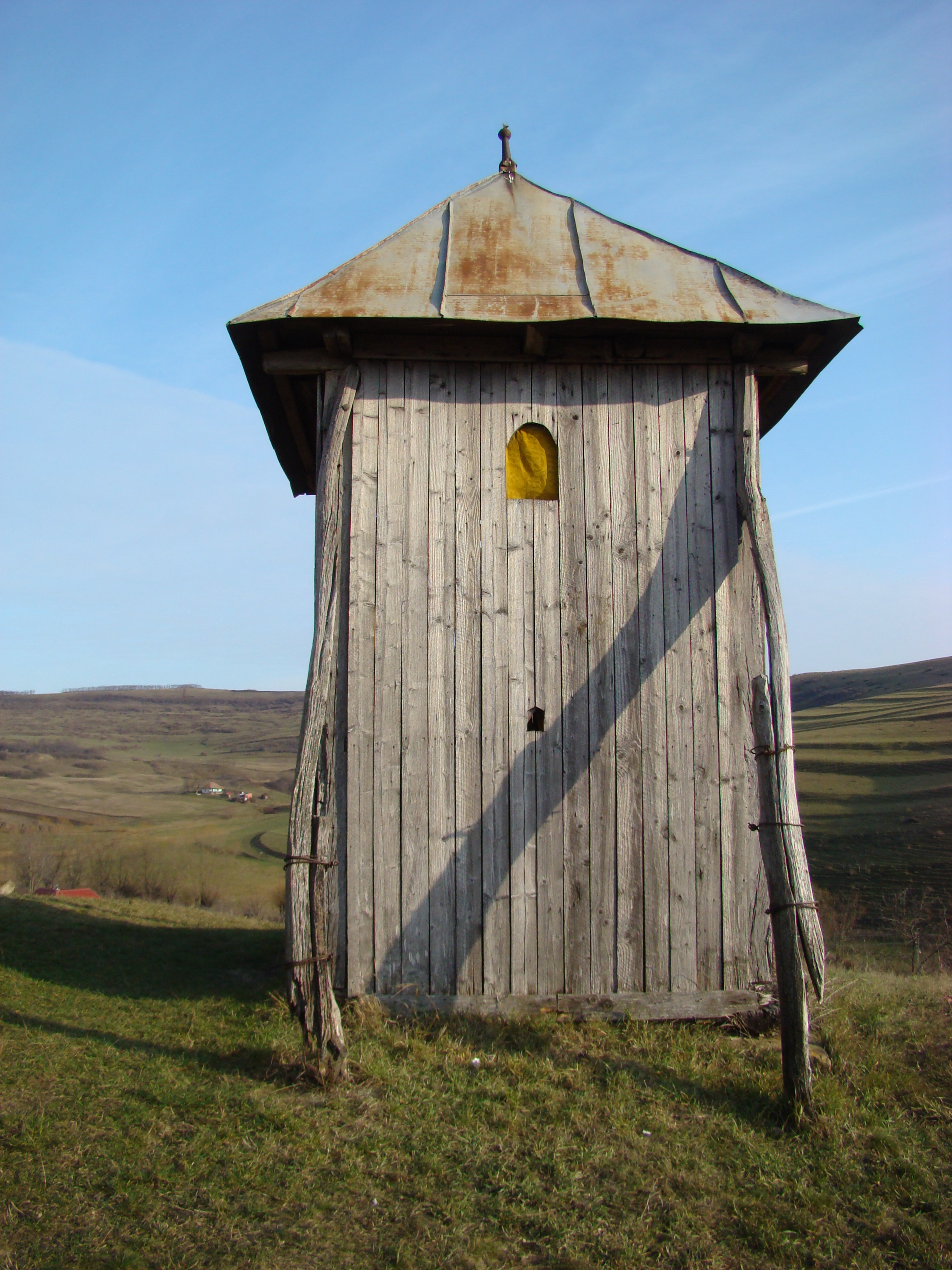
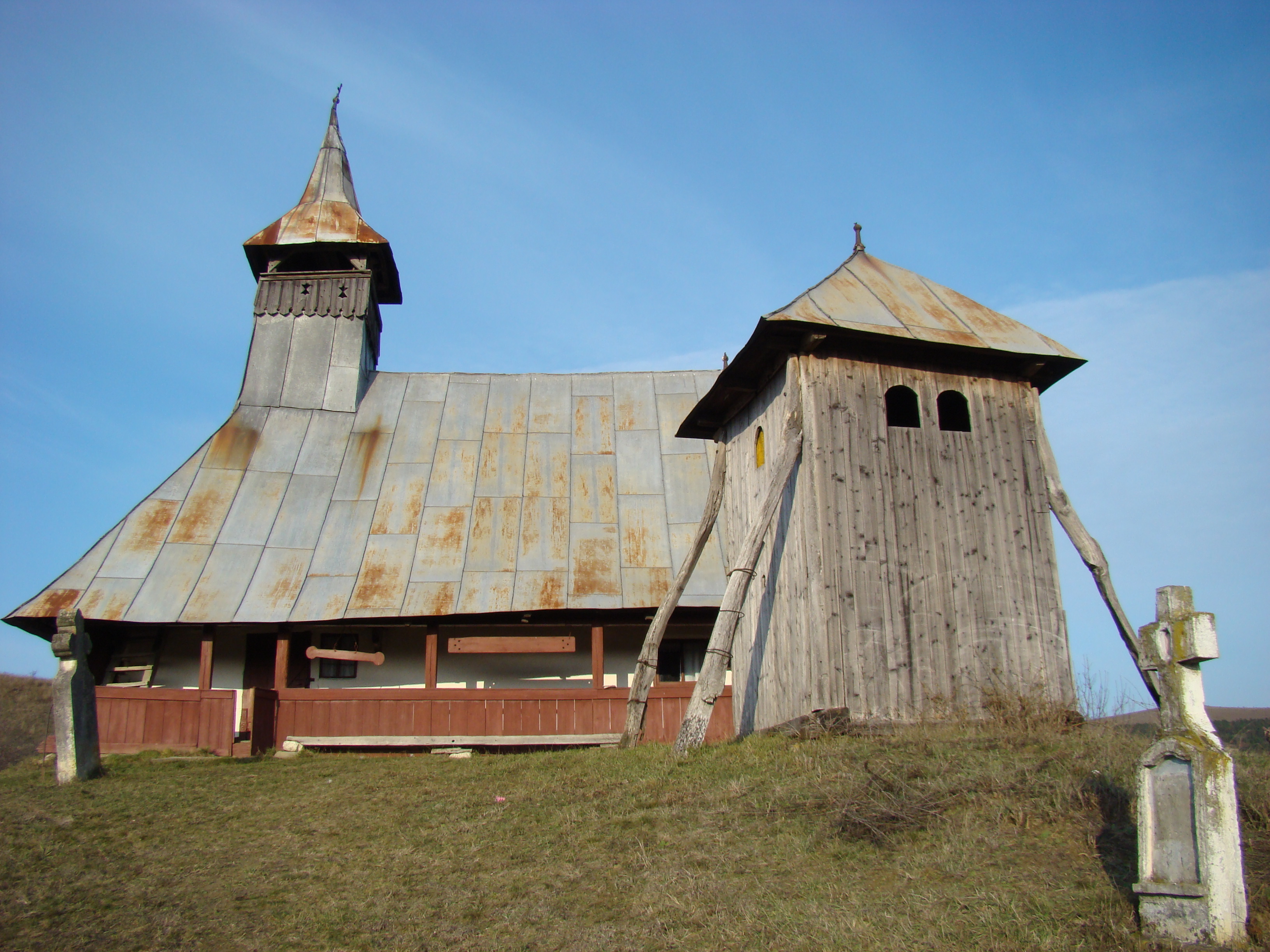
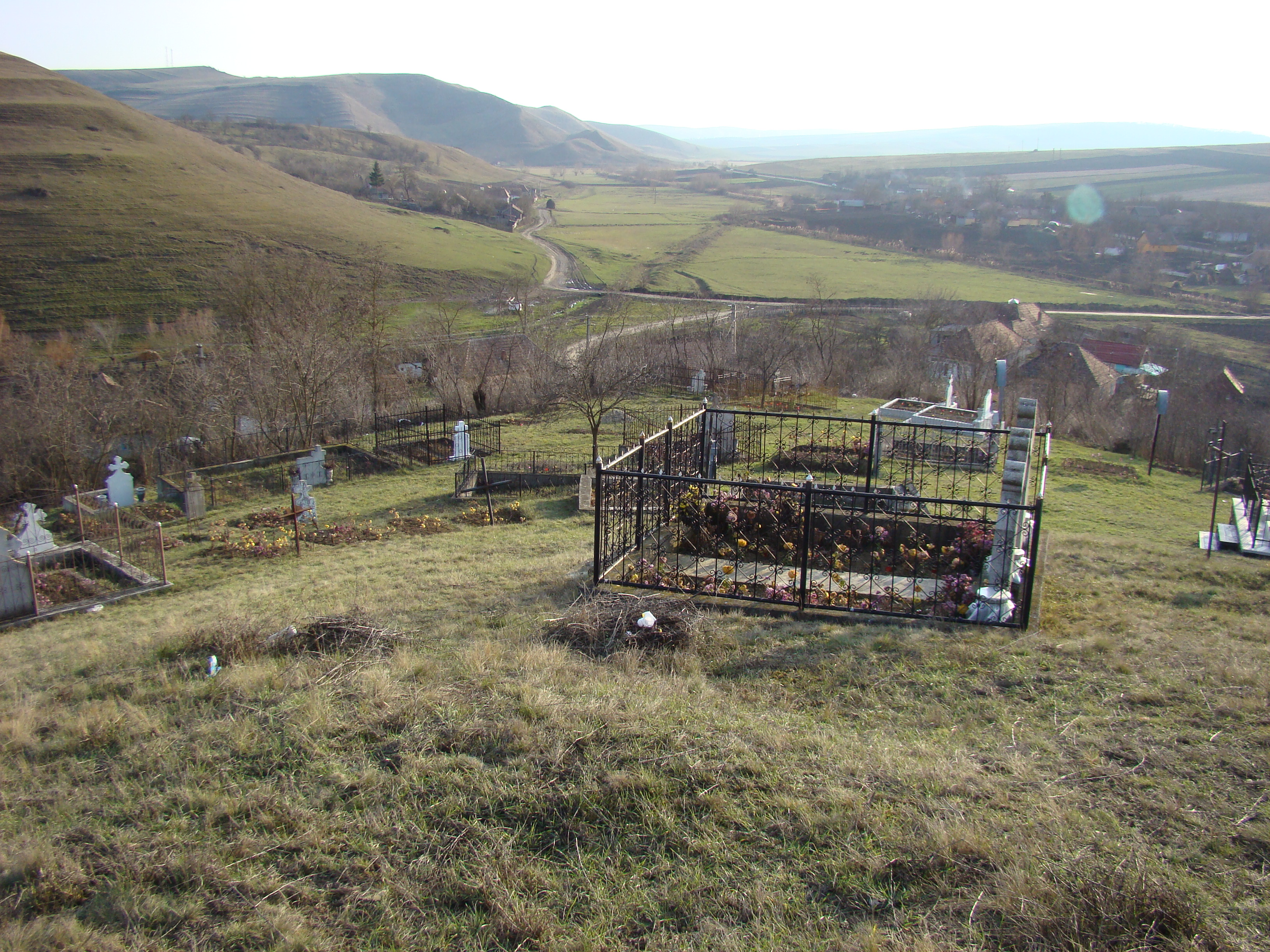
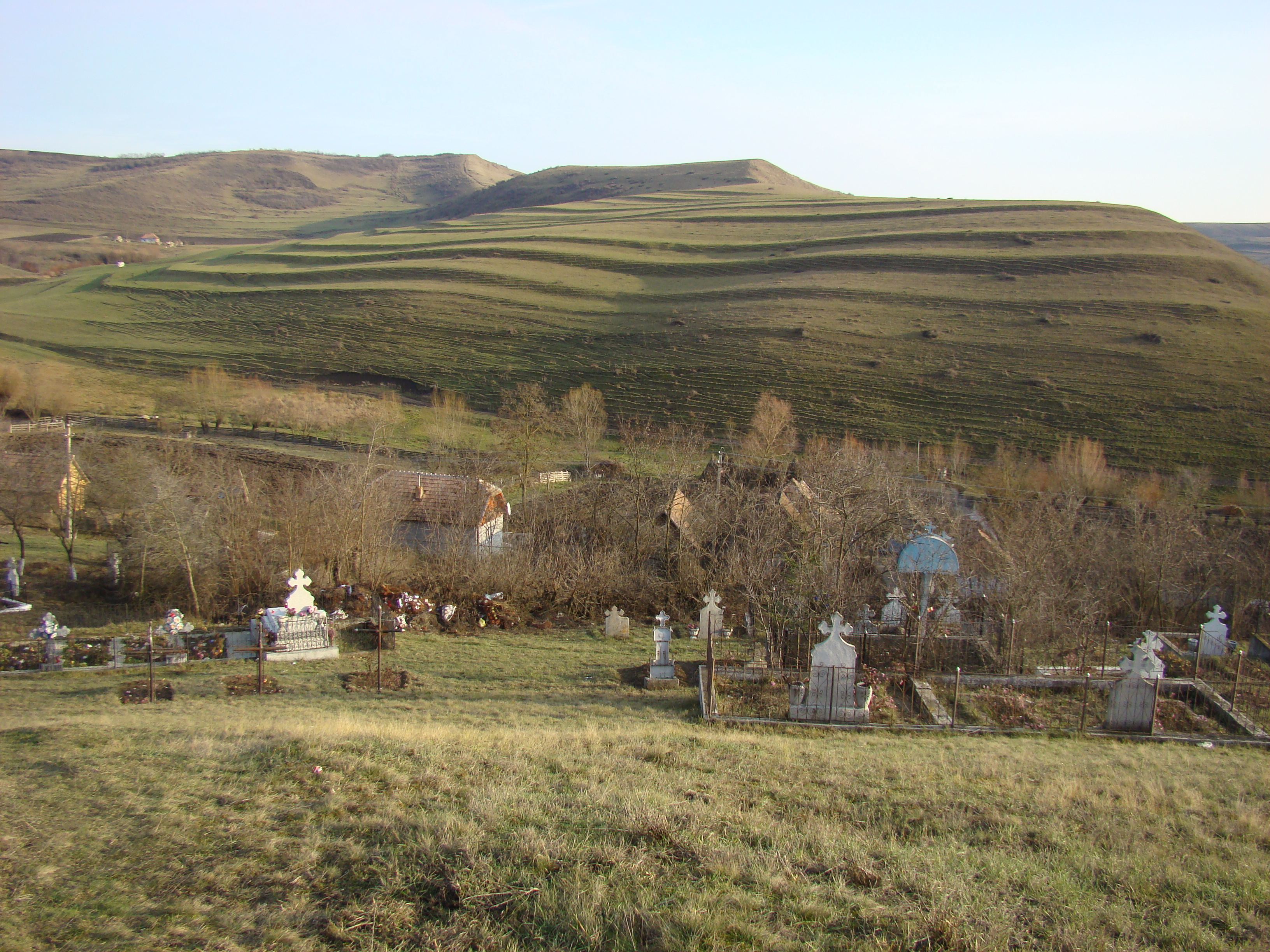
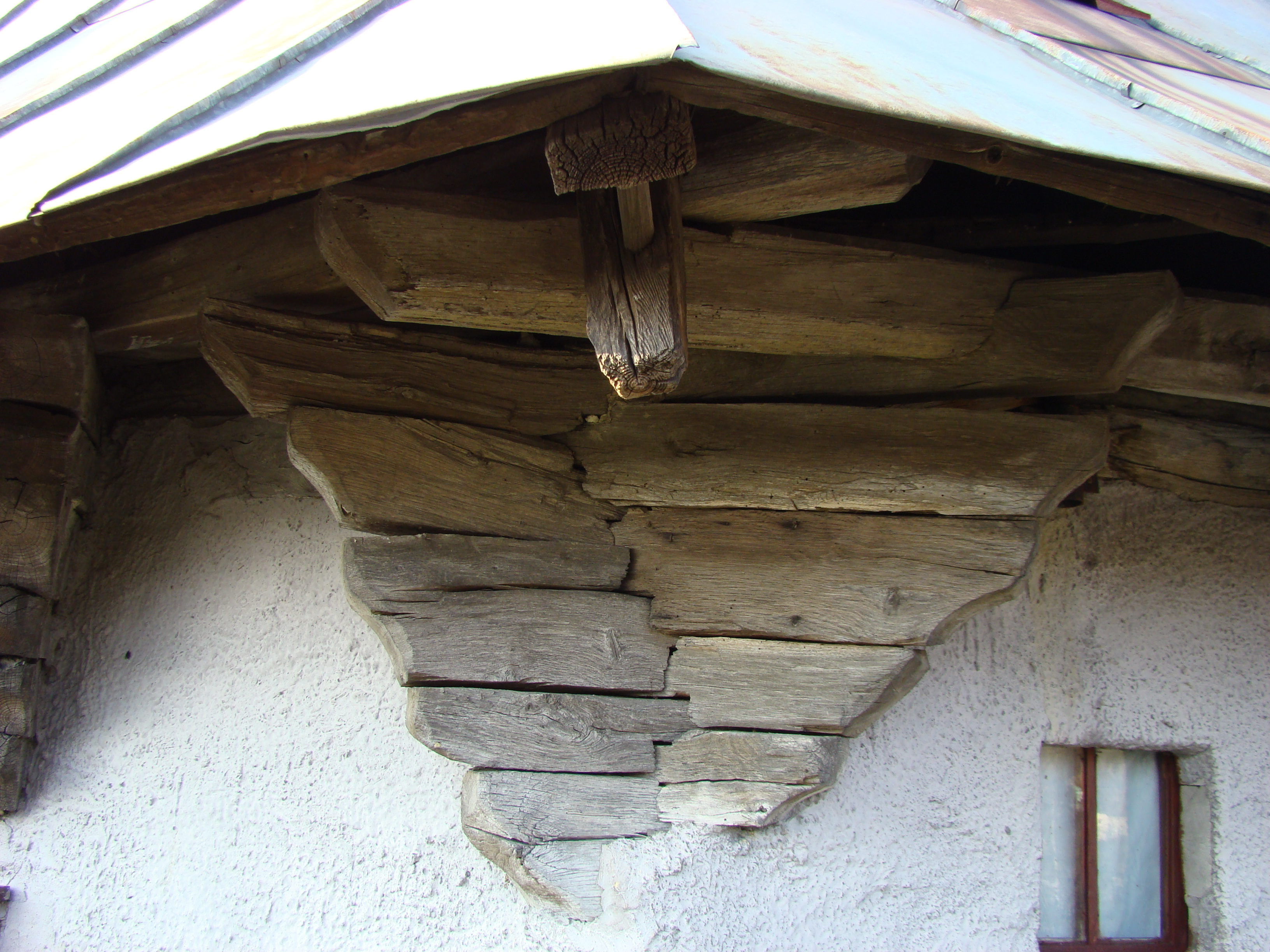
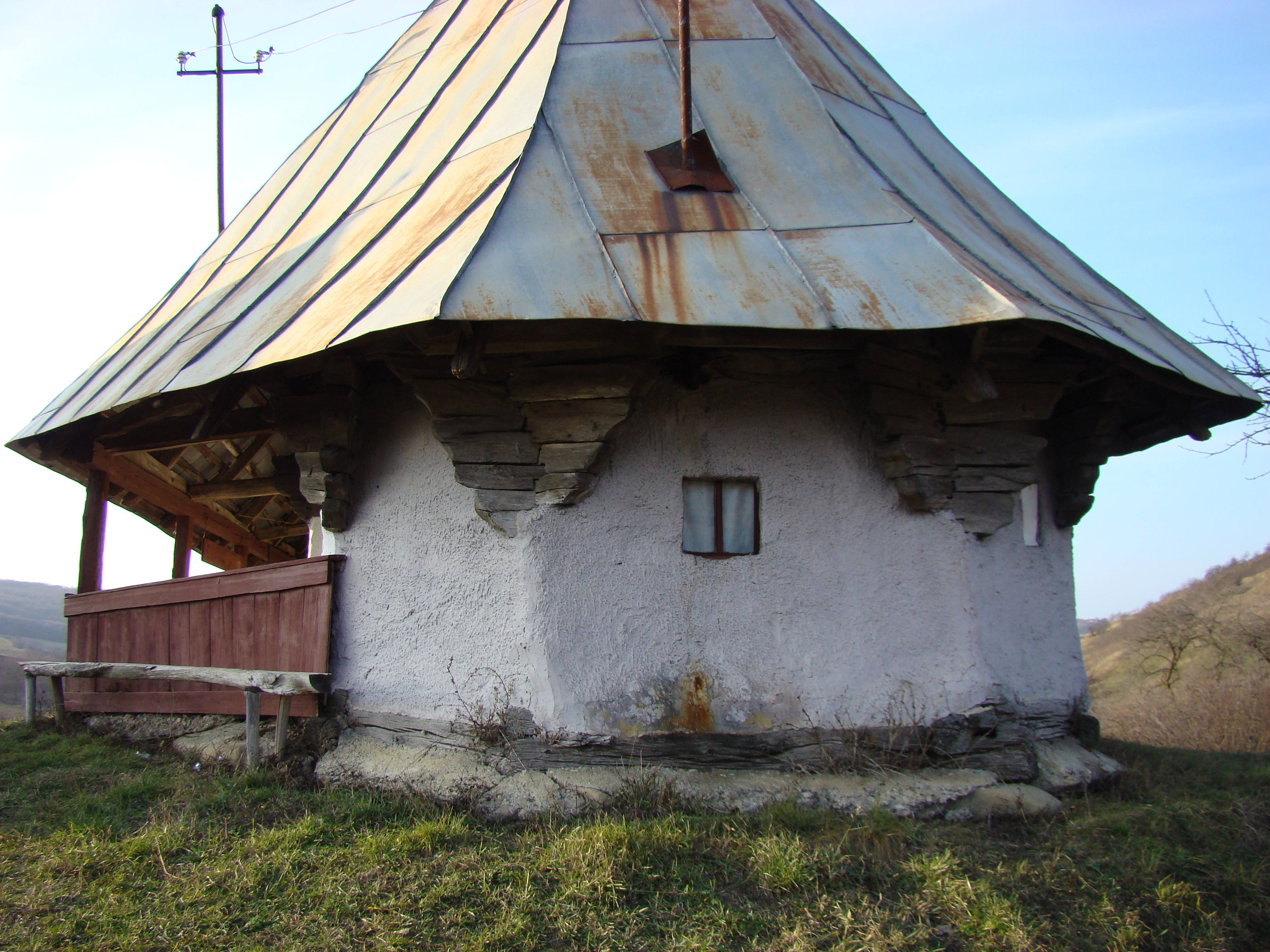
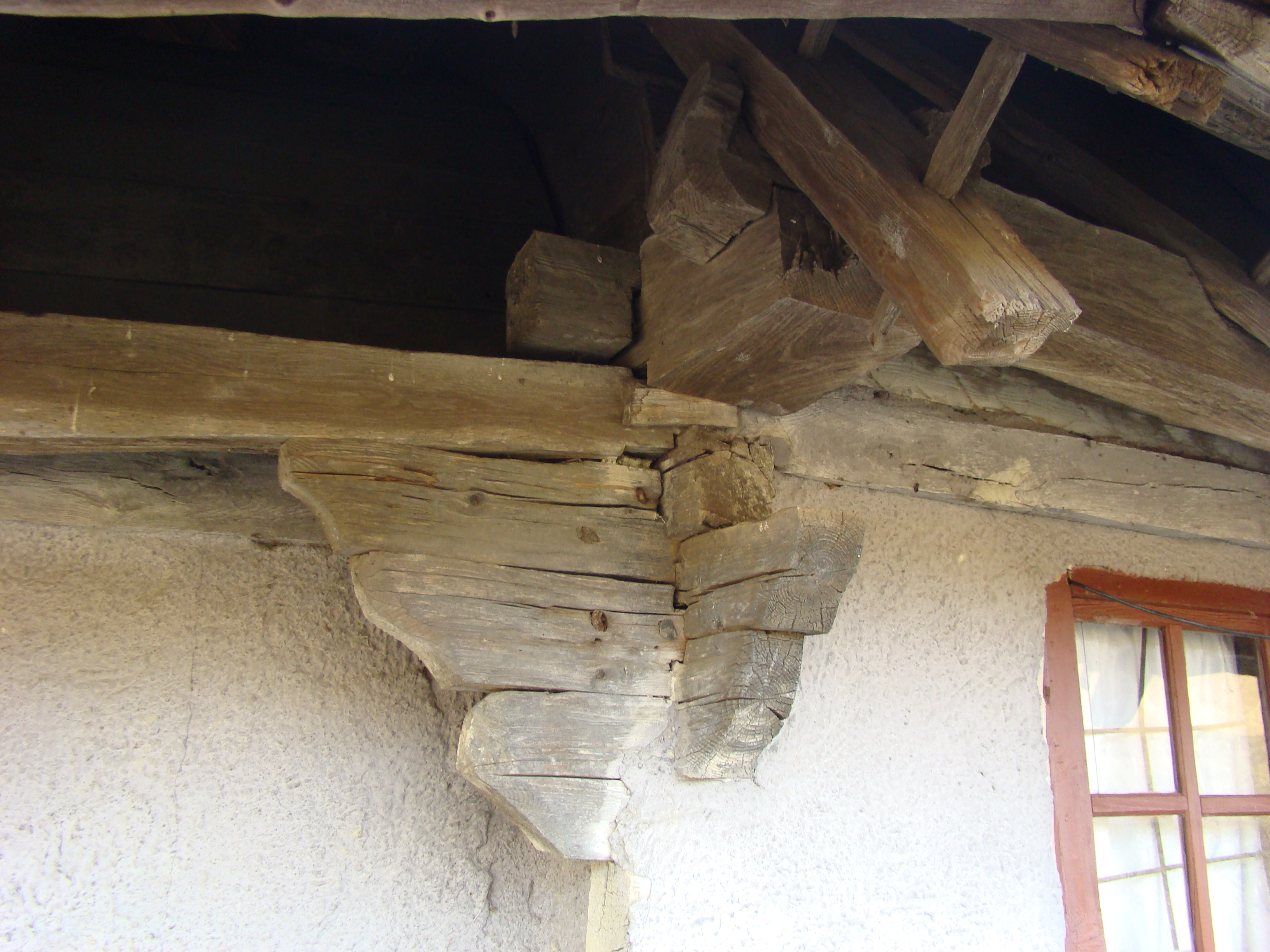
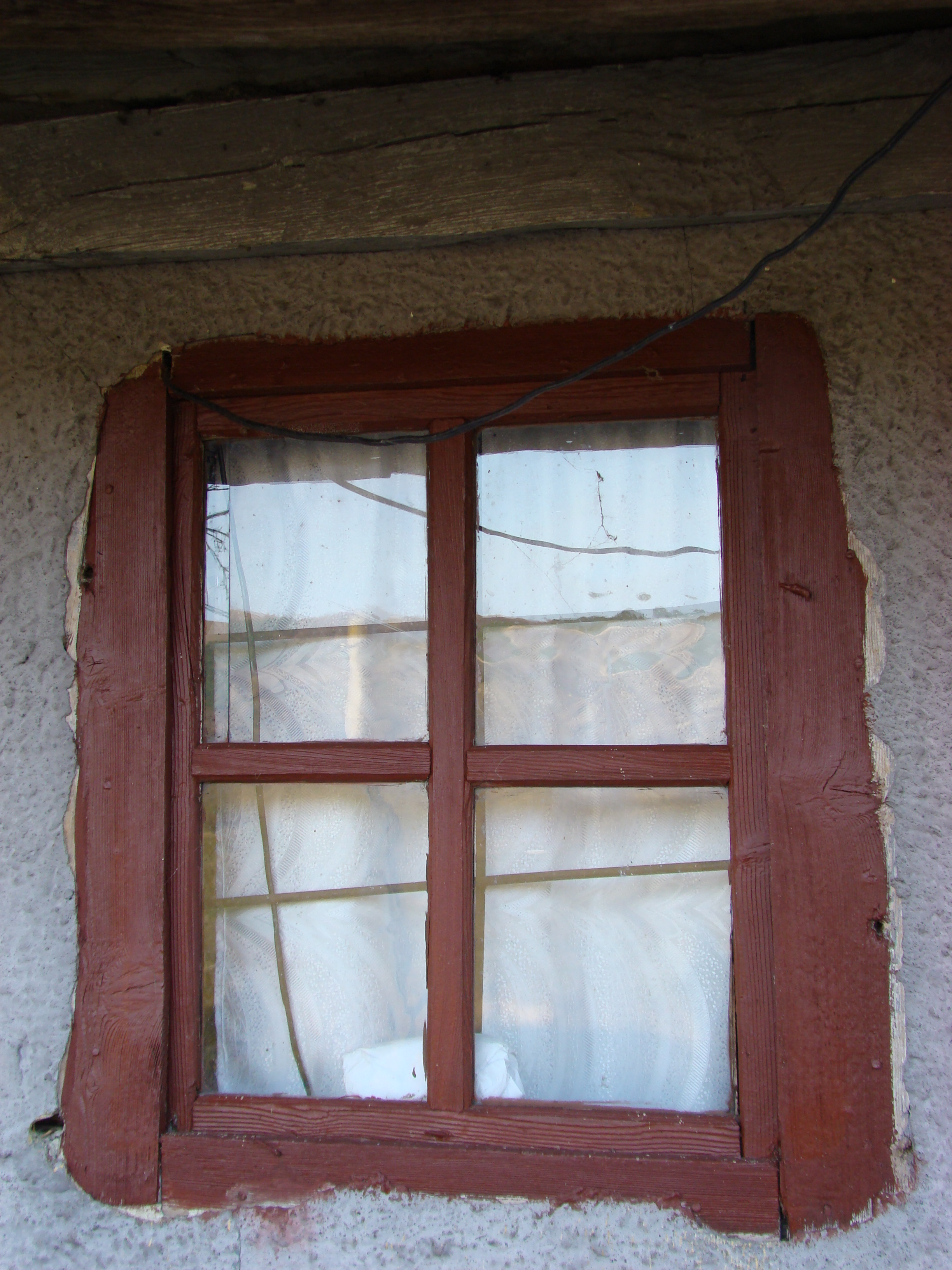
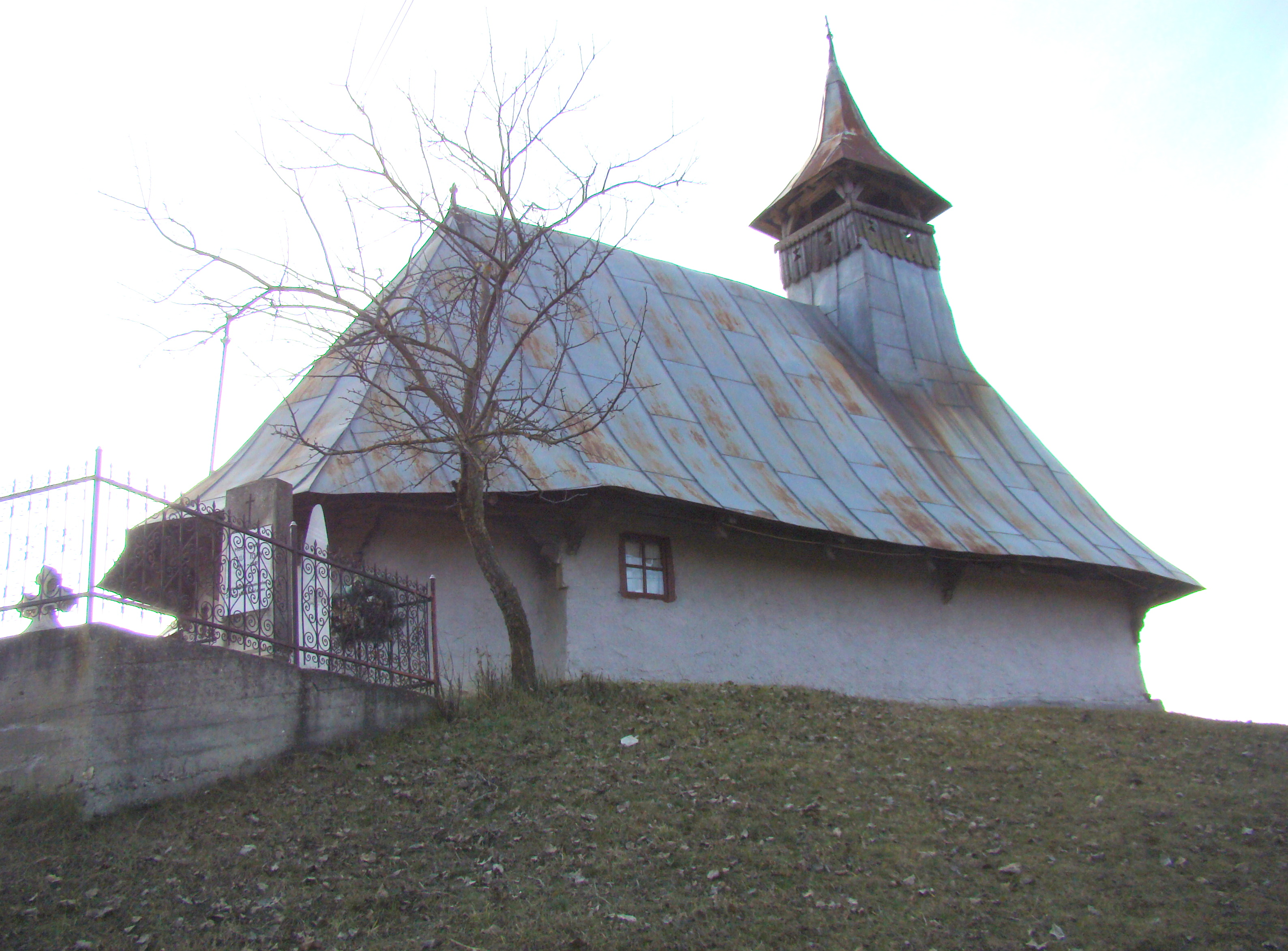
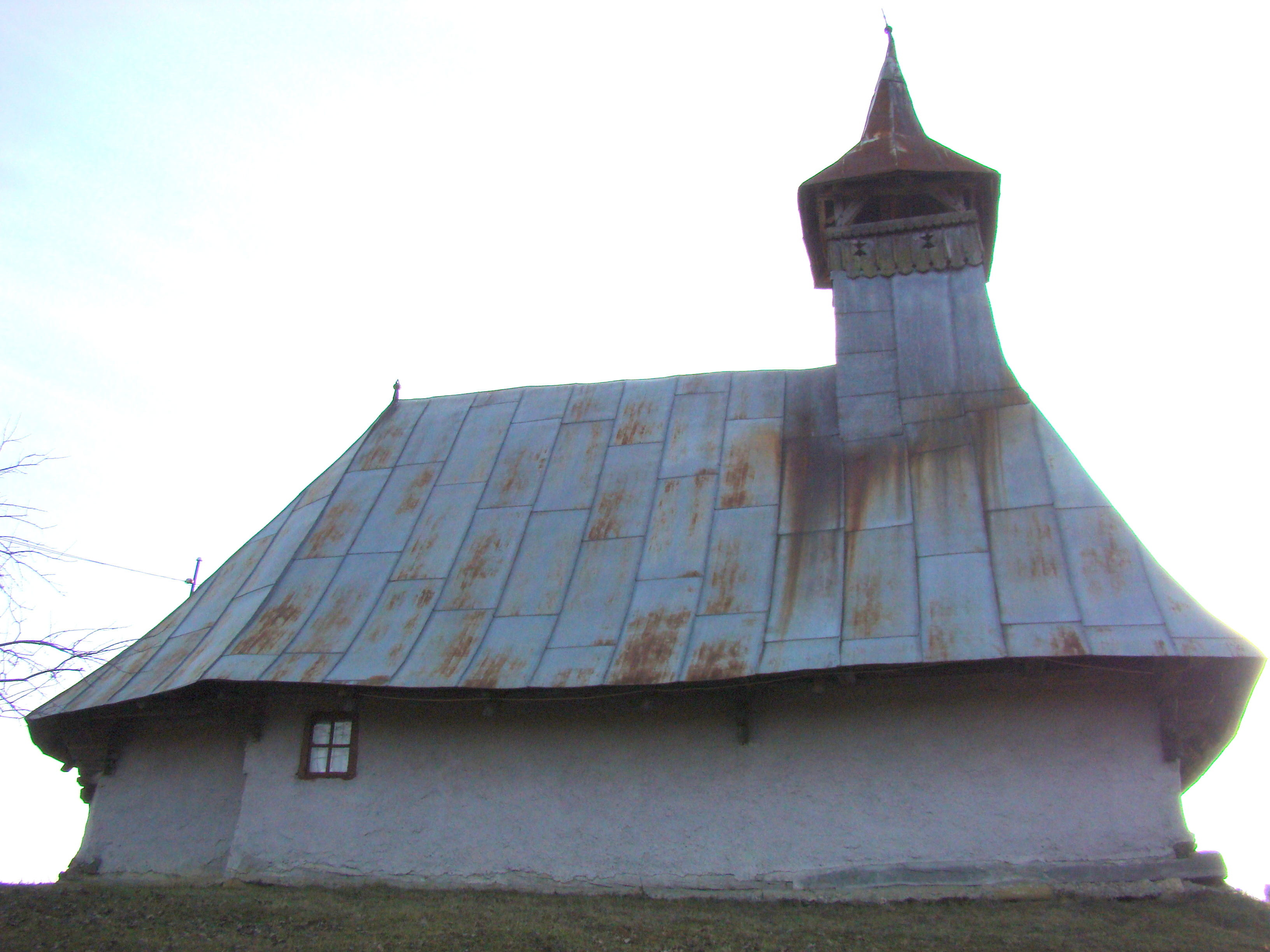
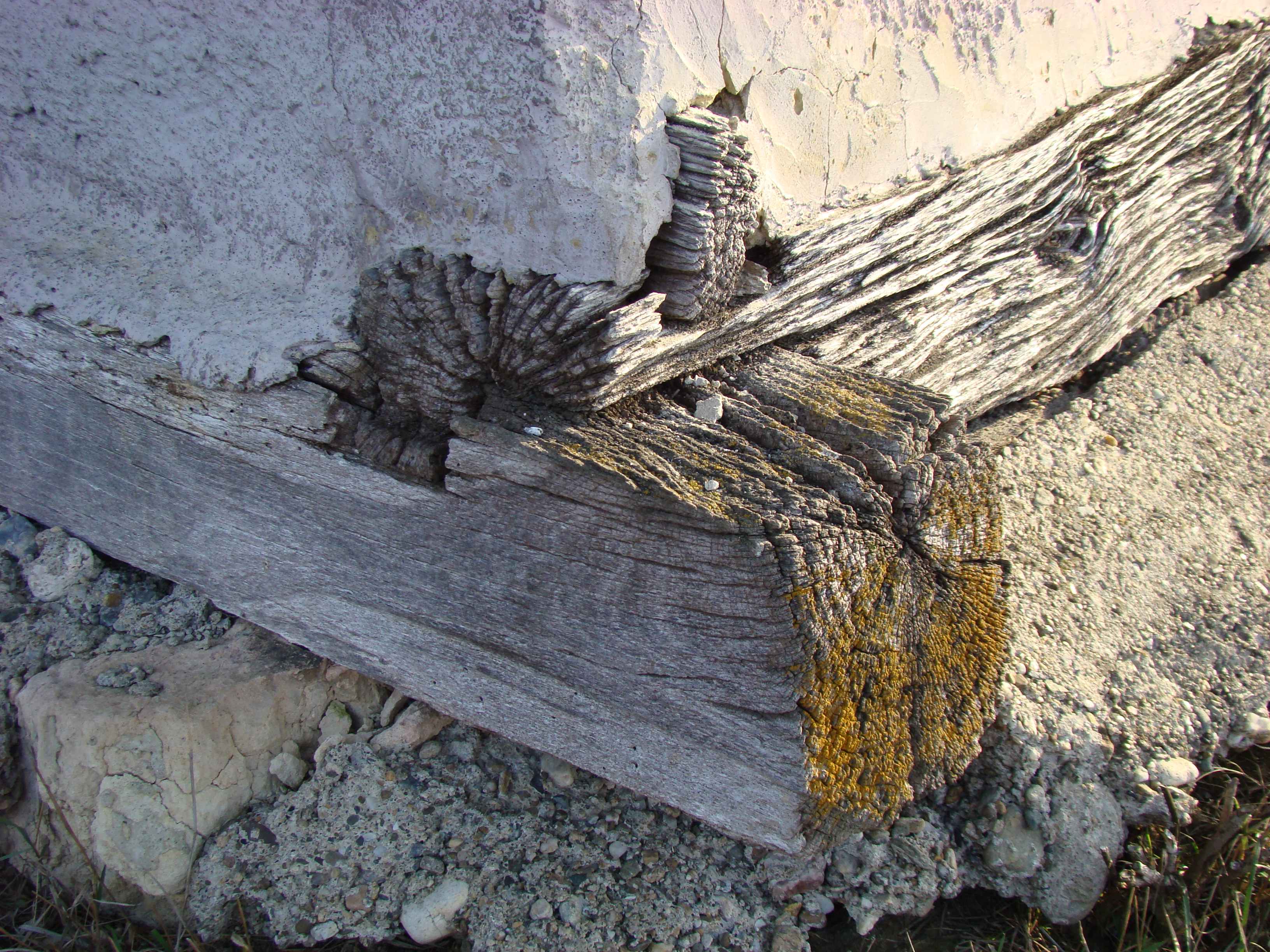
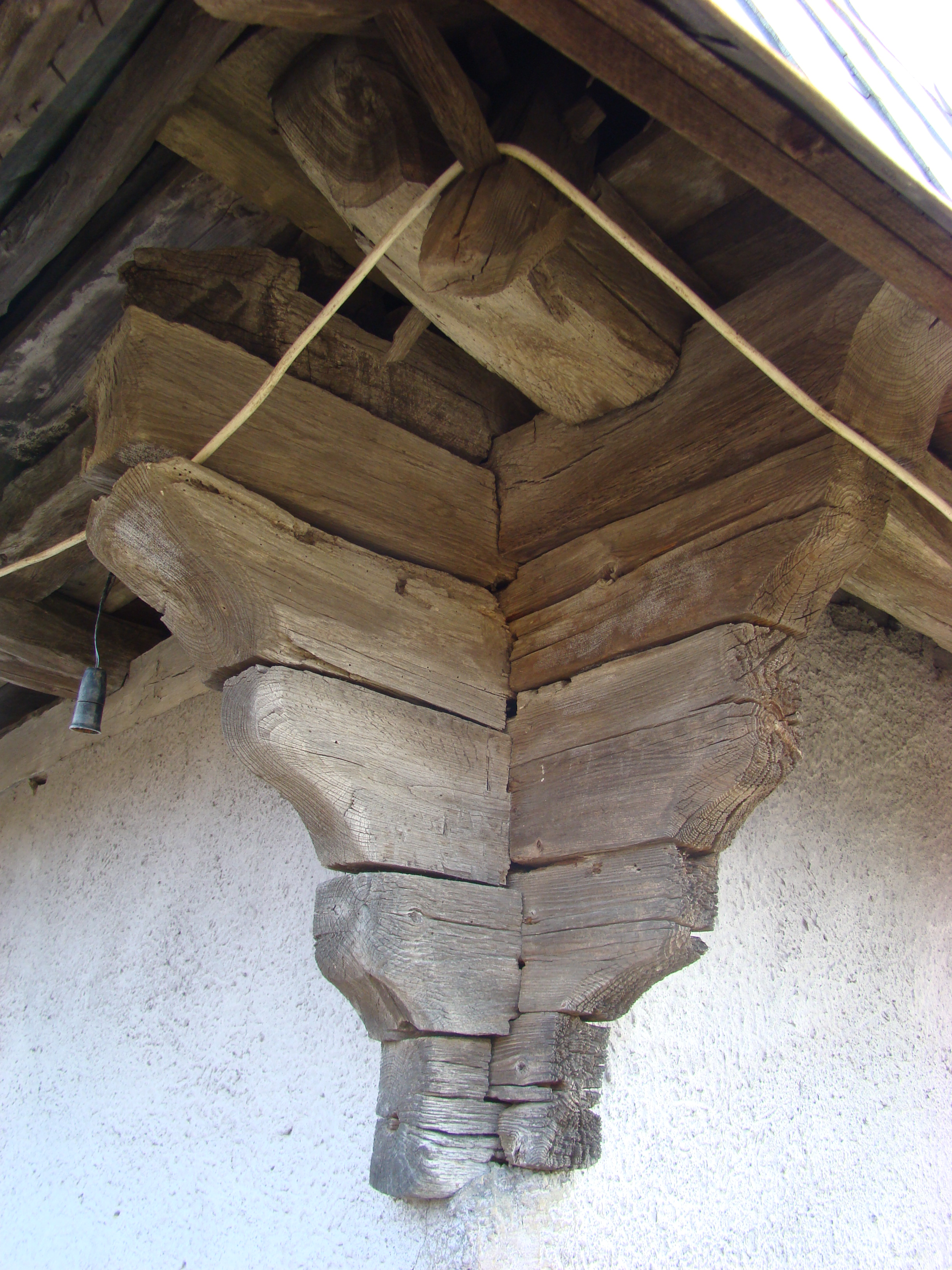
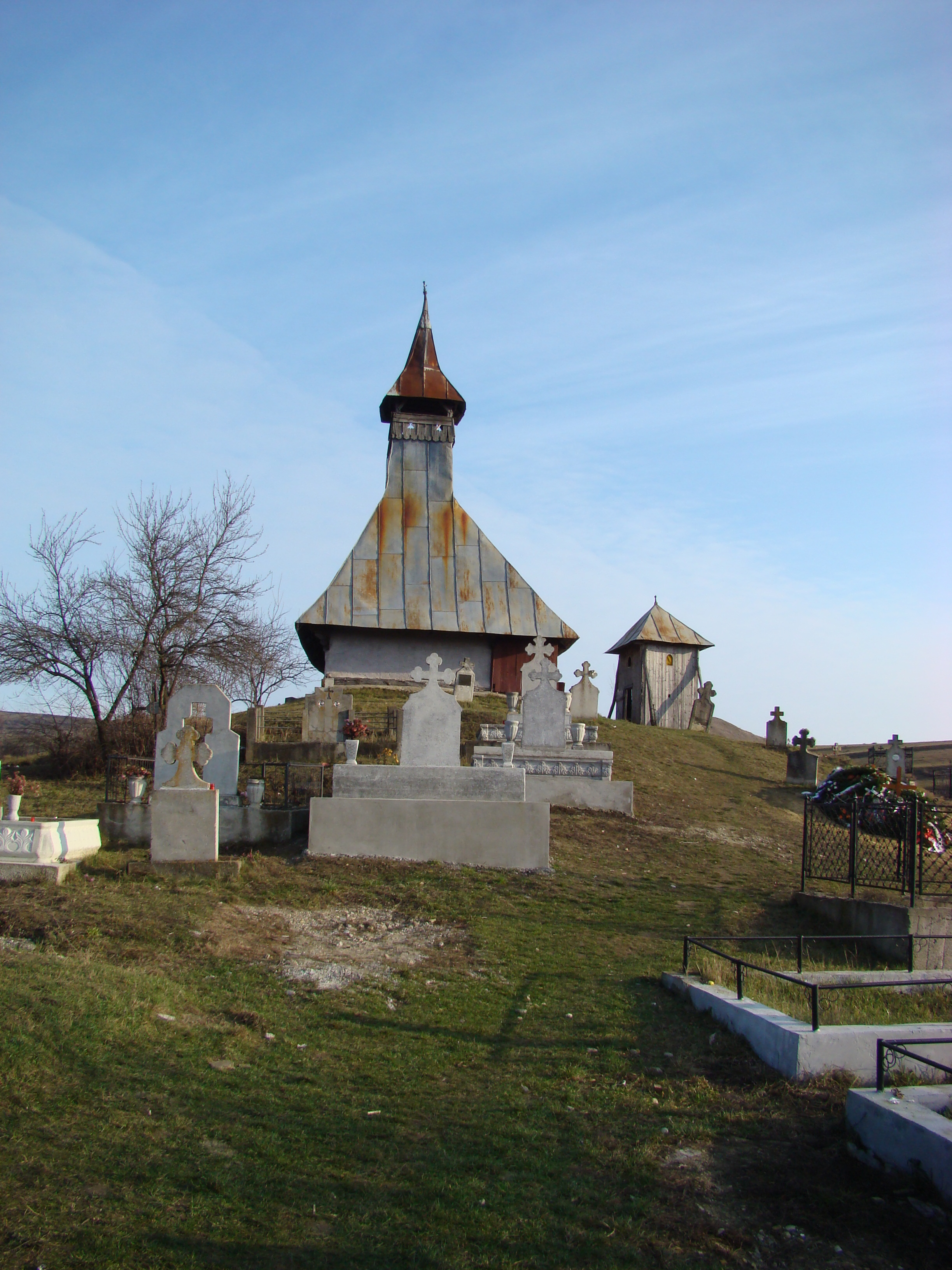
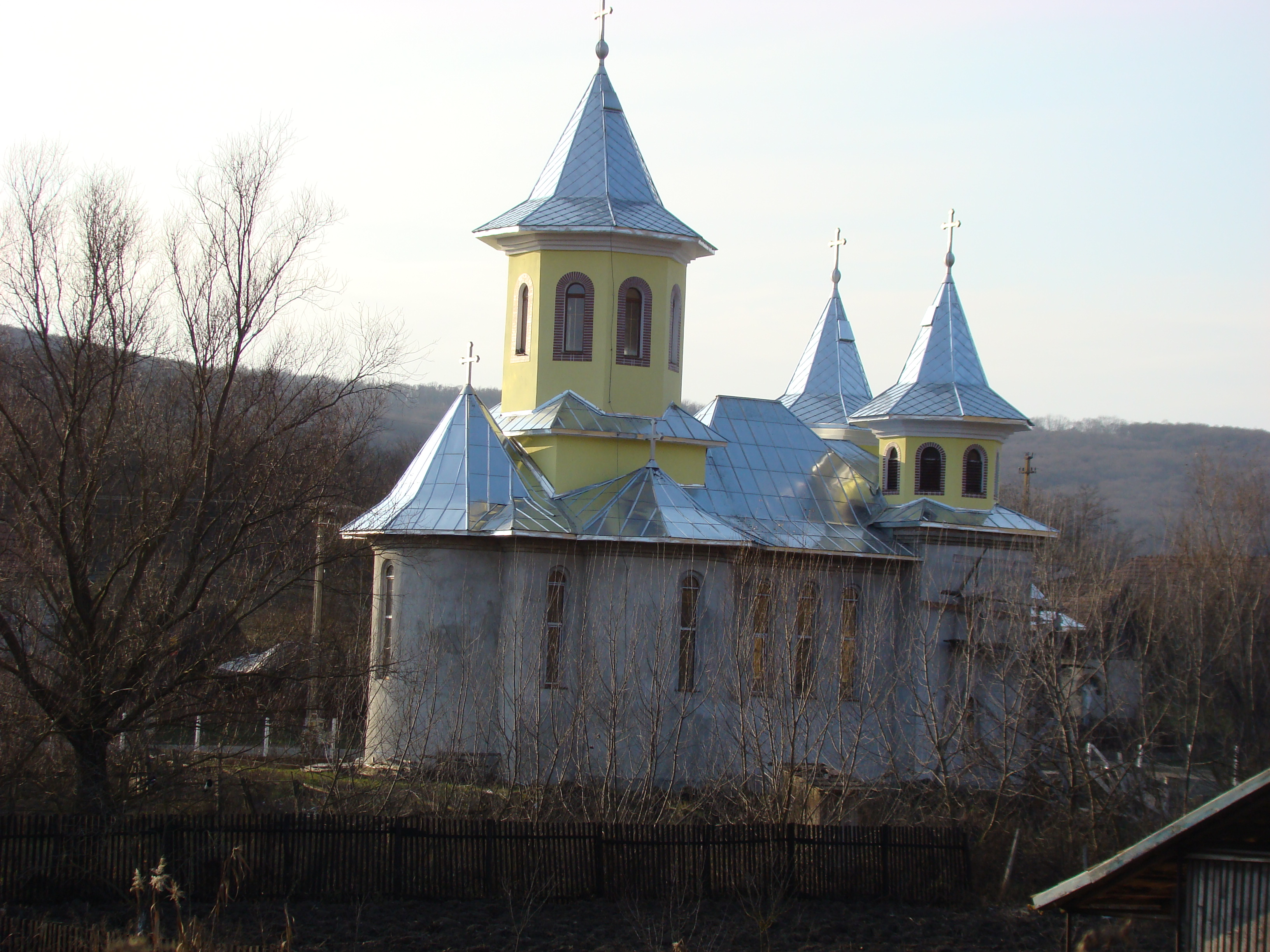
Biserica nouă de zid, în construcție

## Imagini interior

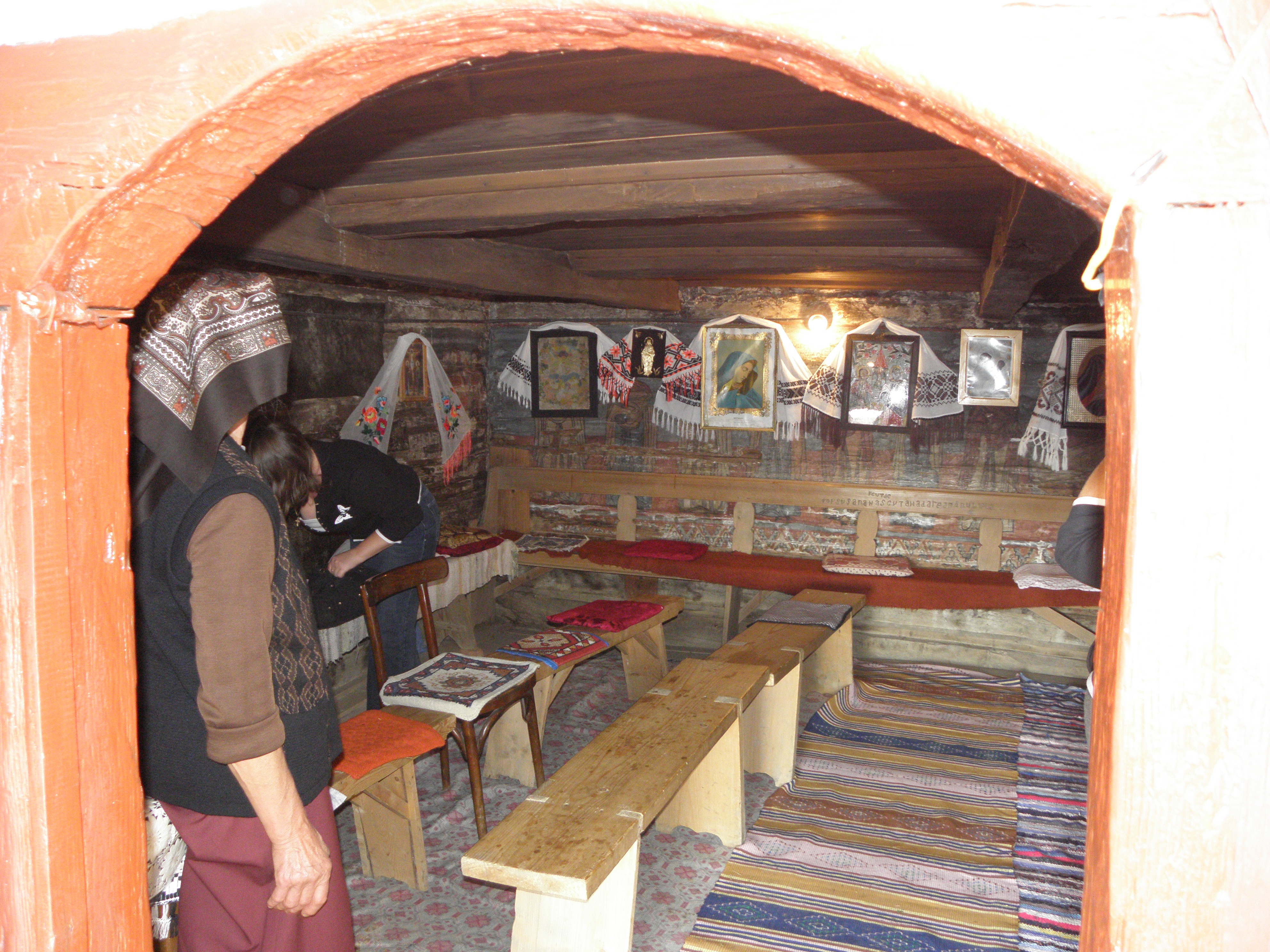
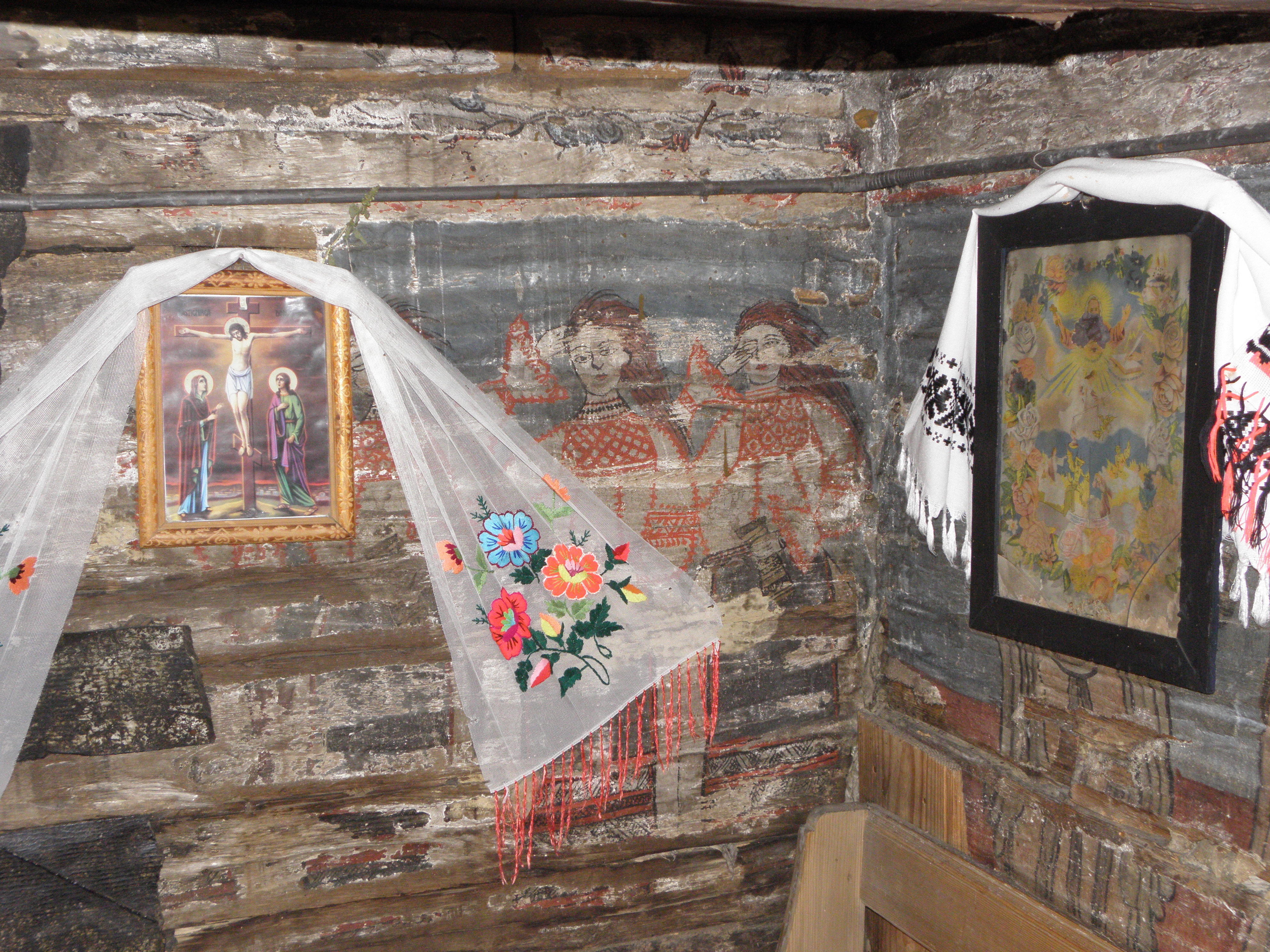
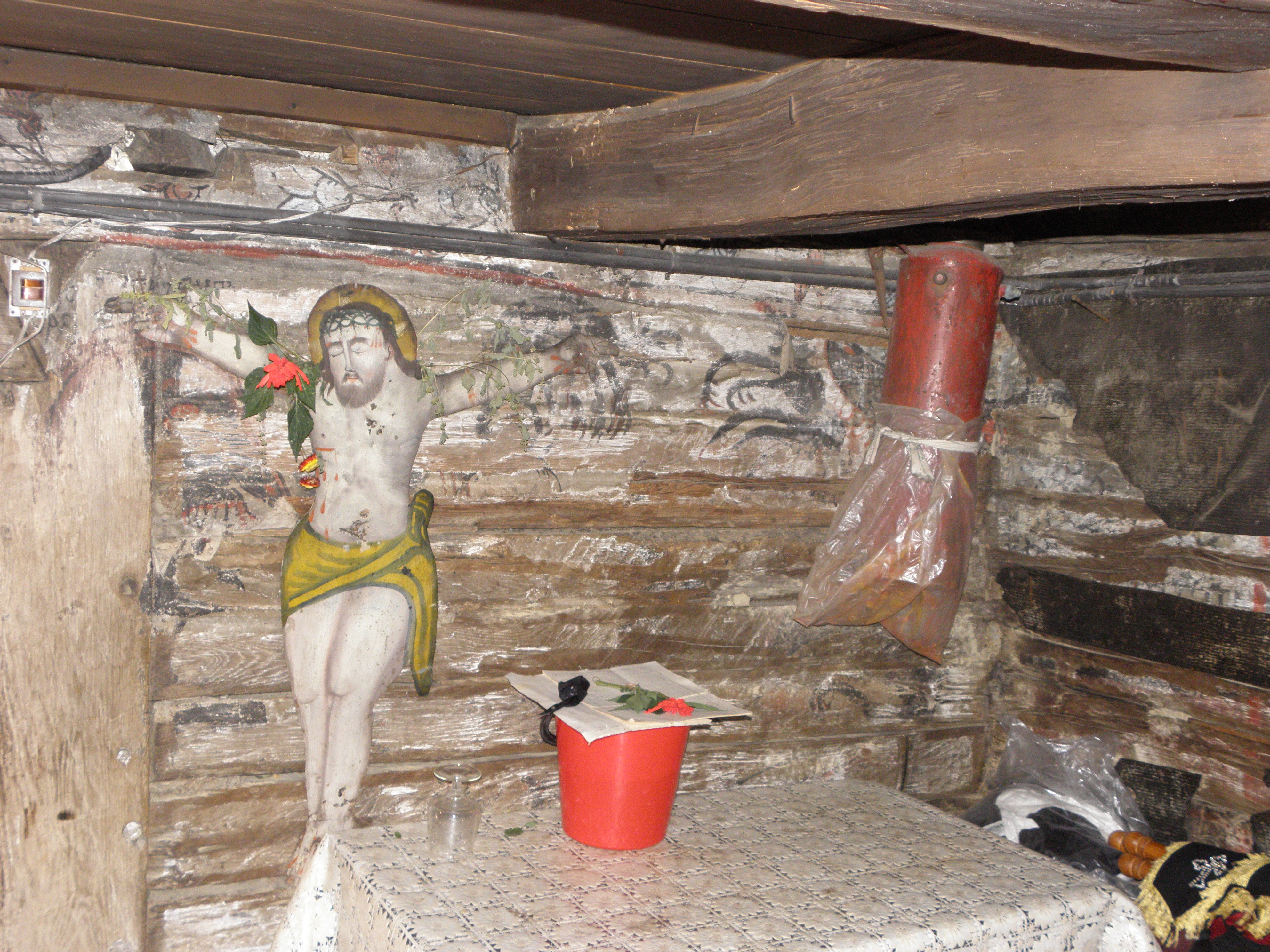
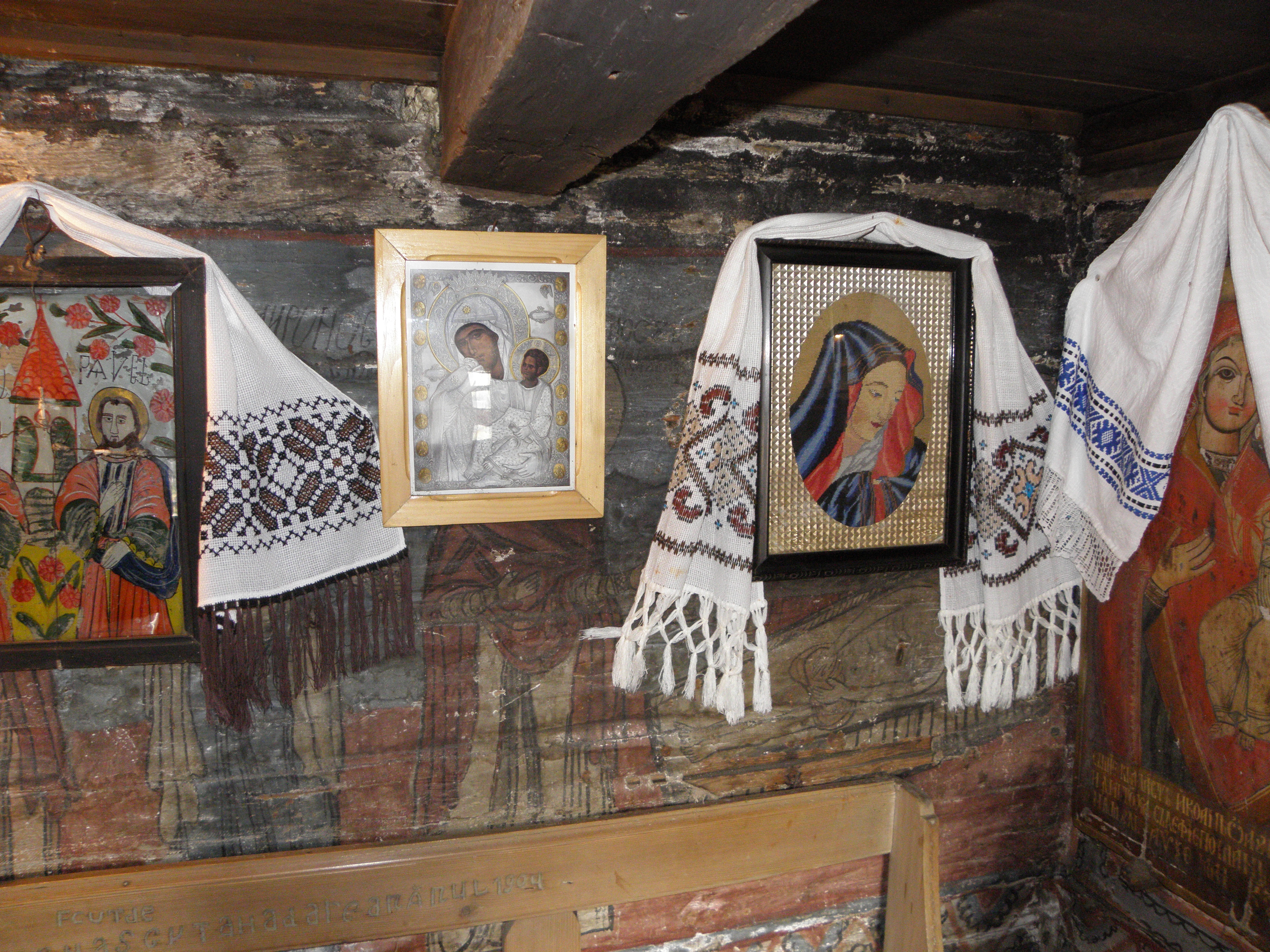
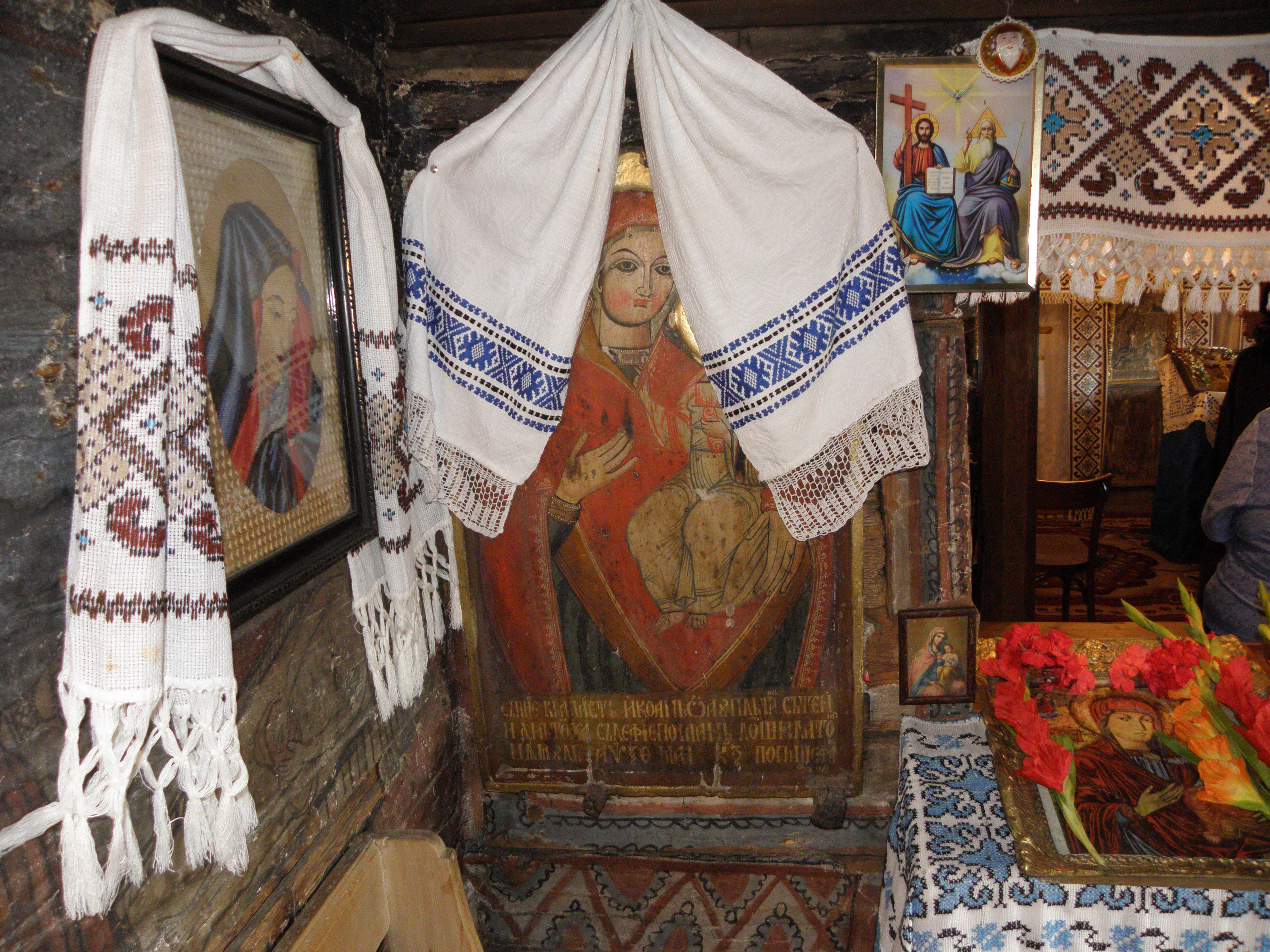
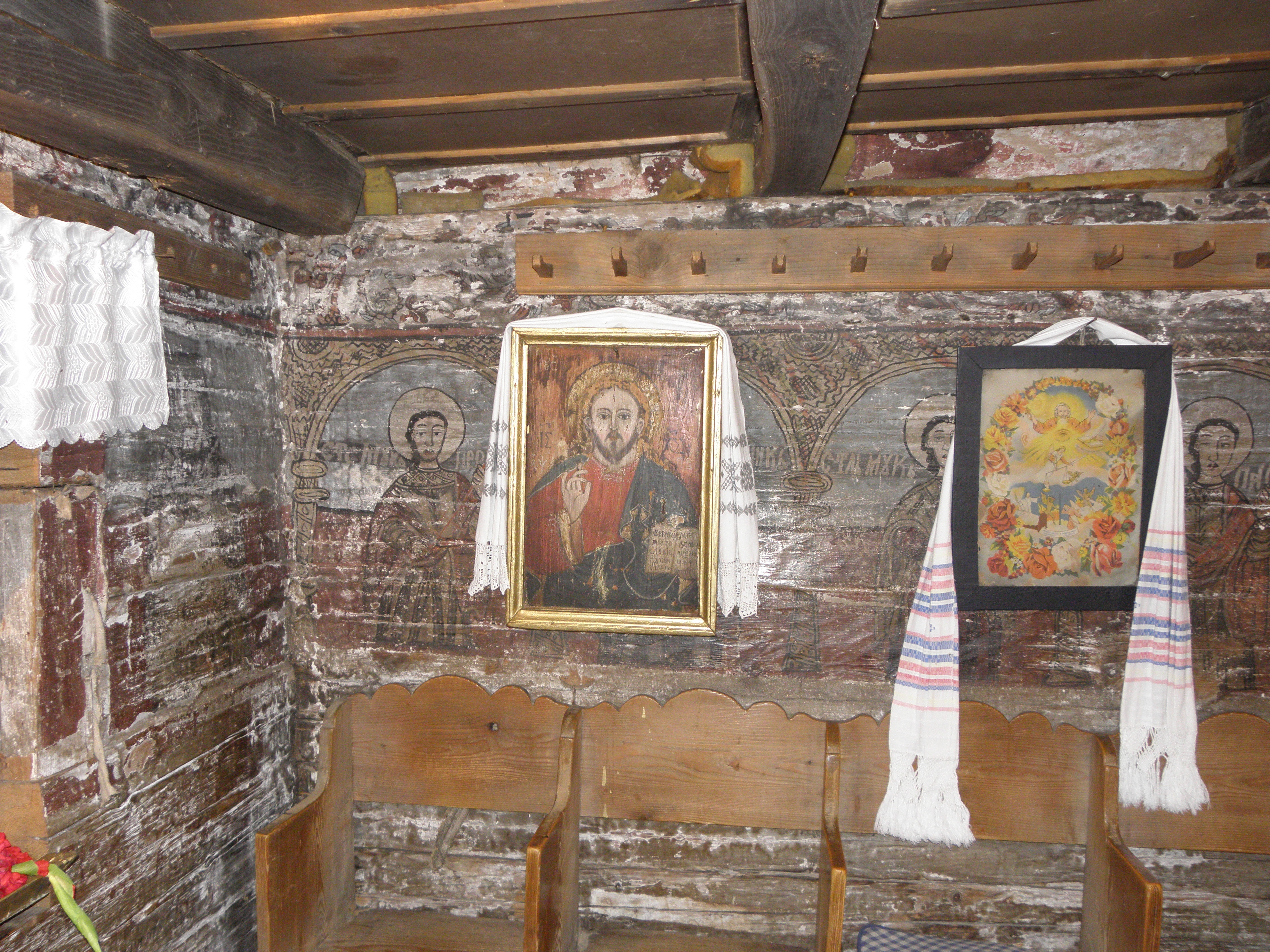
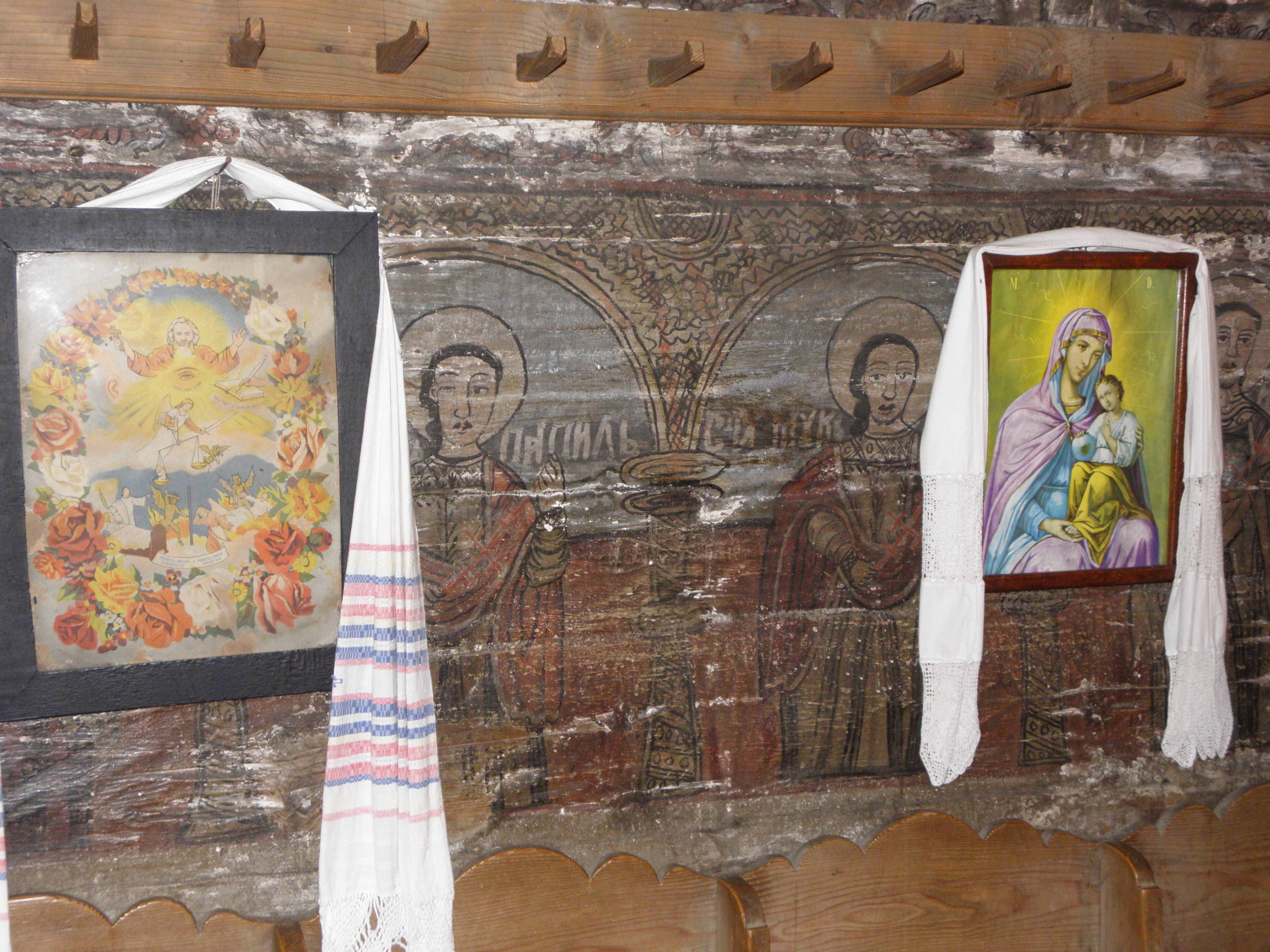
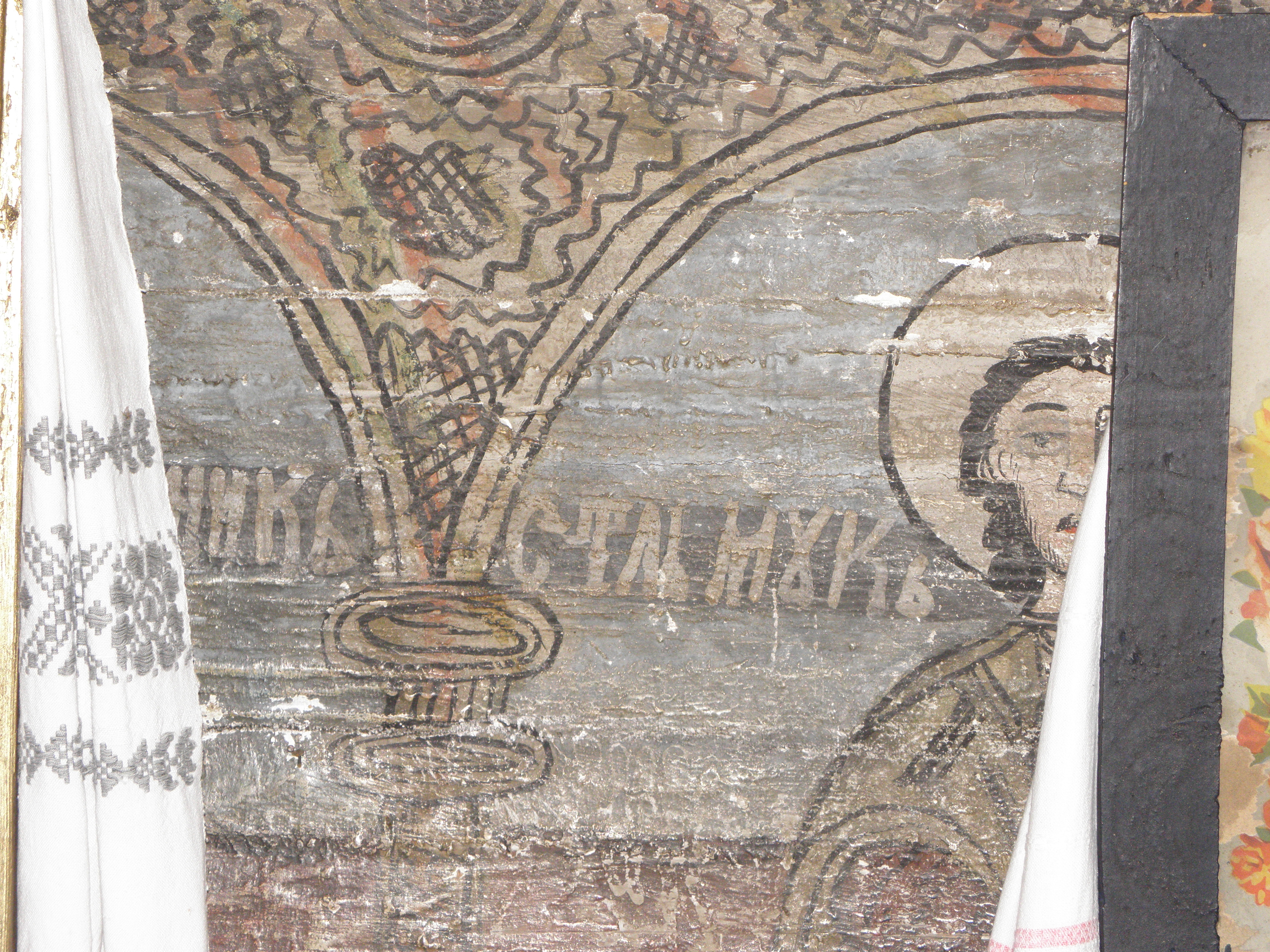
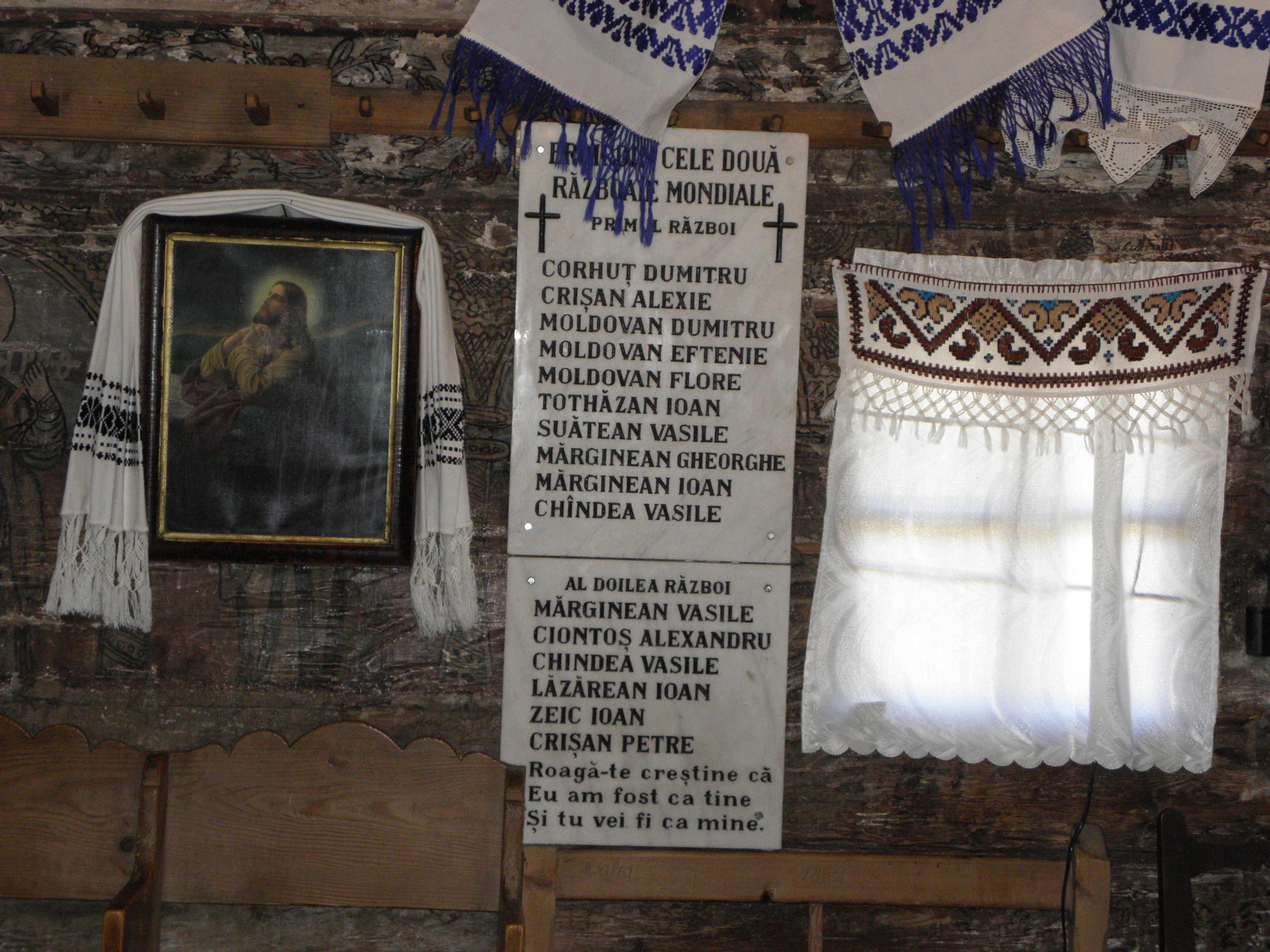
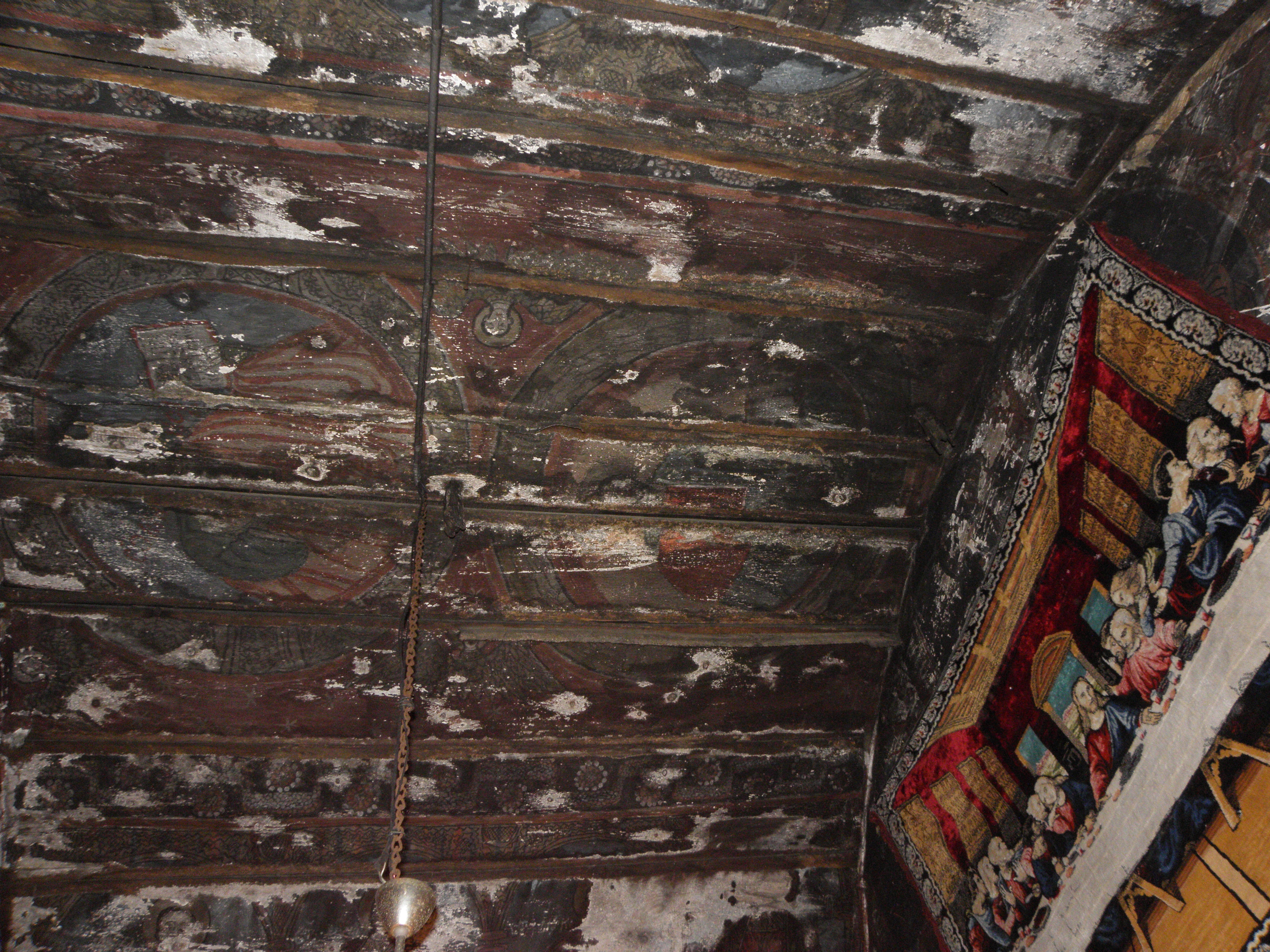
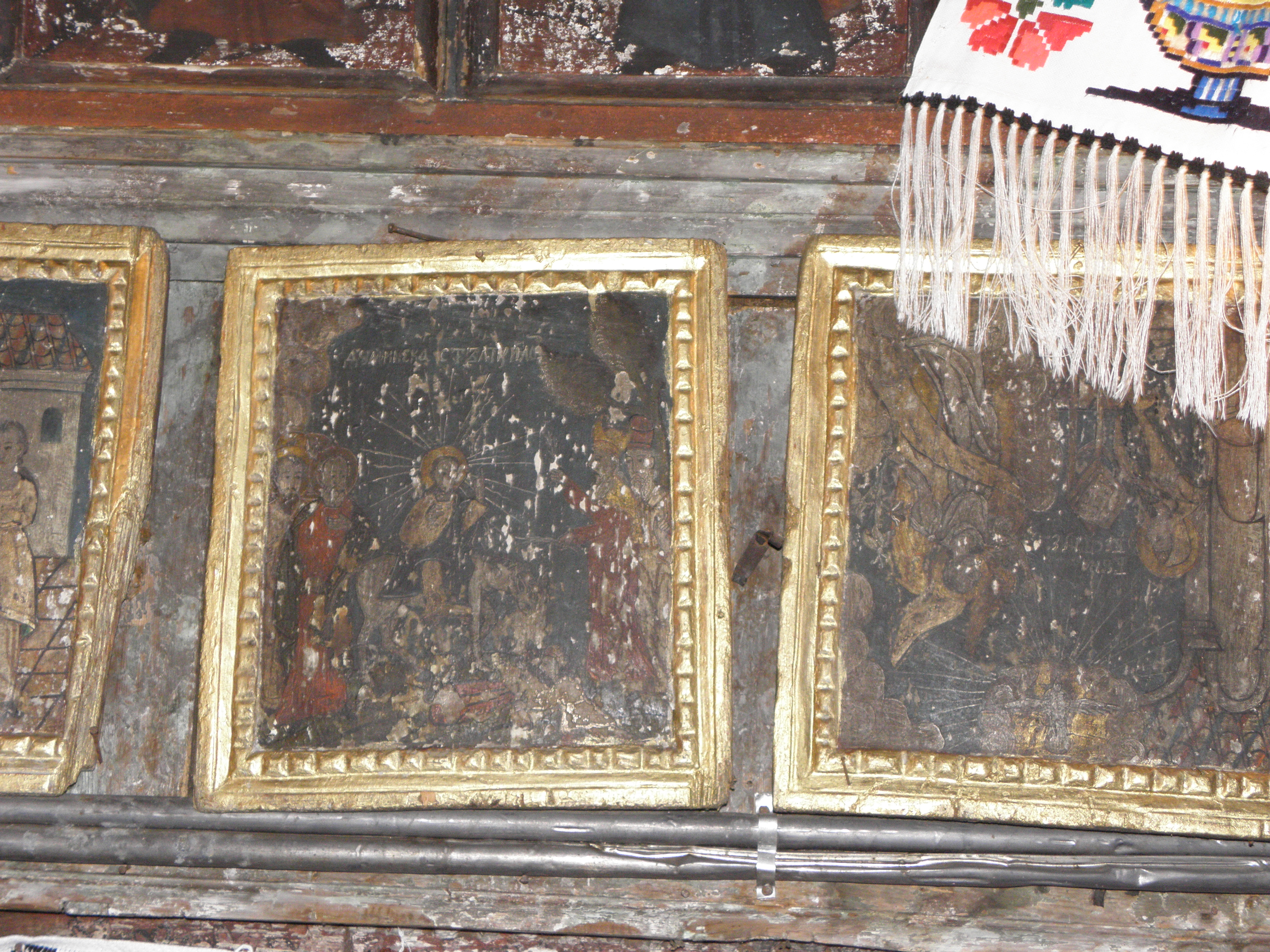
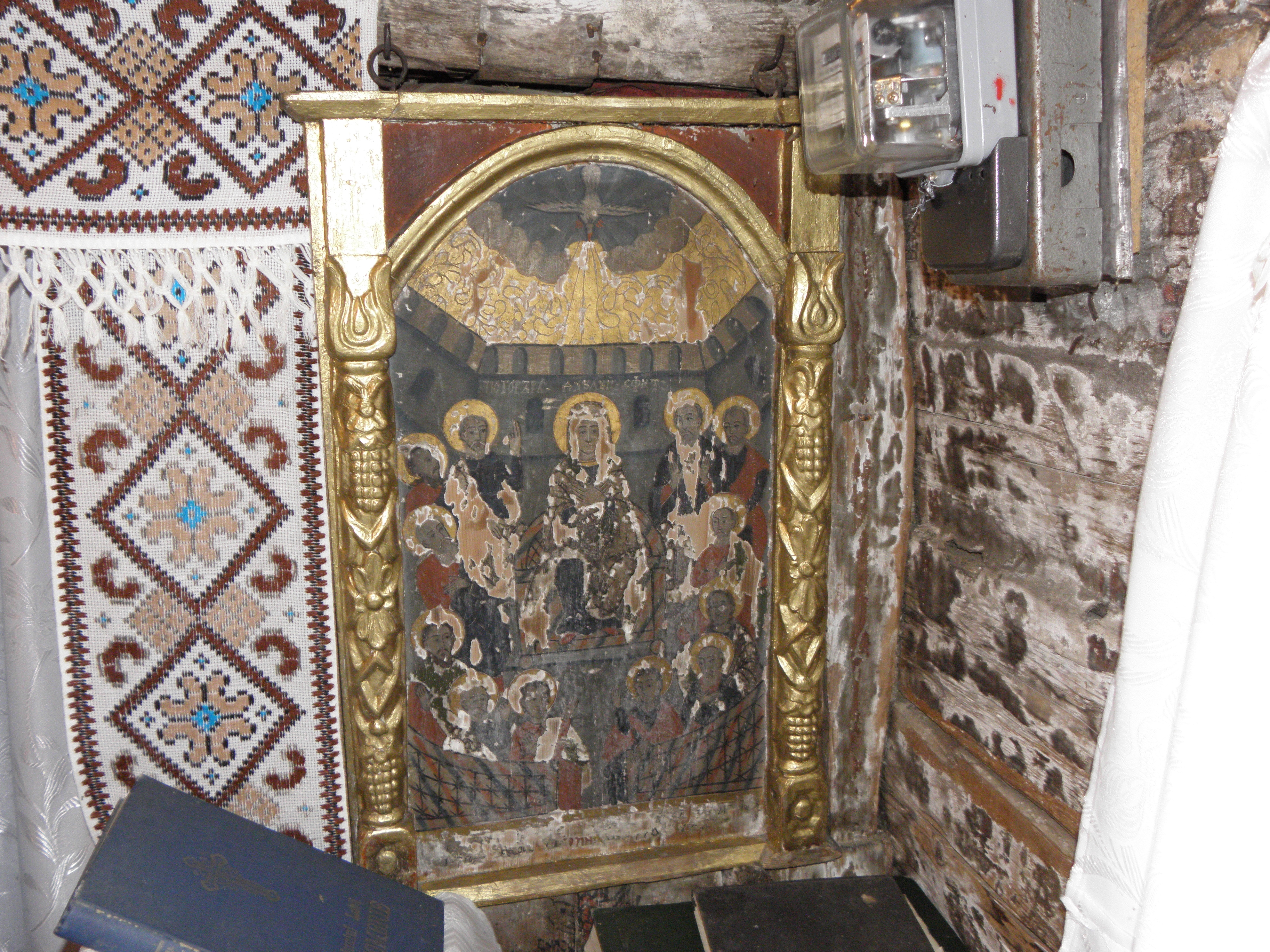
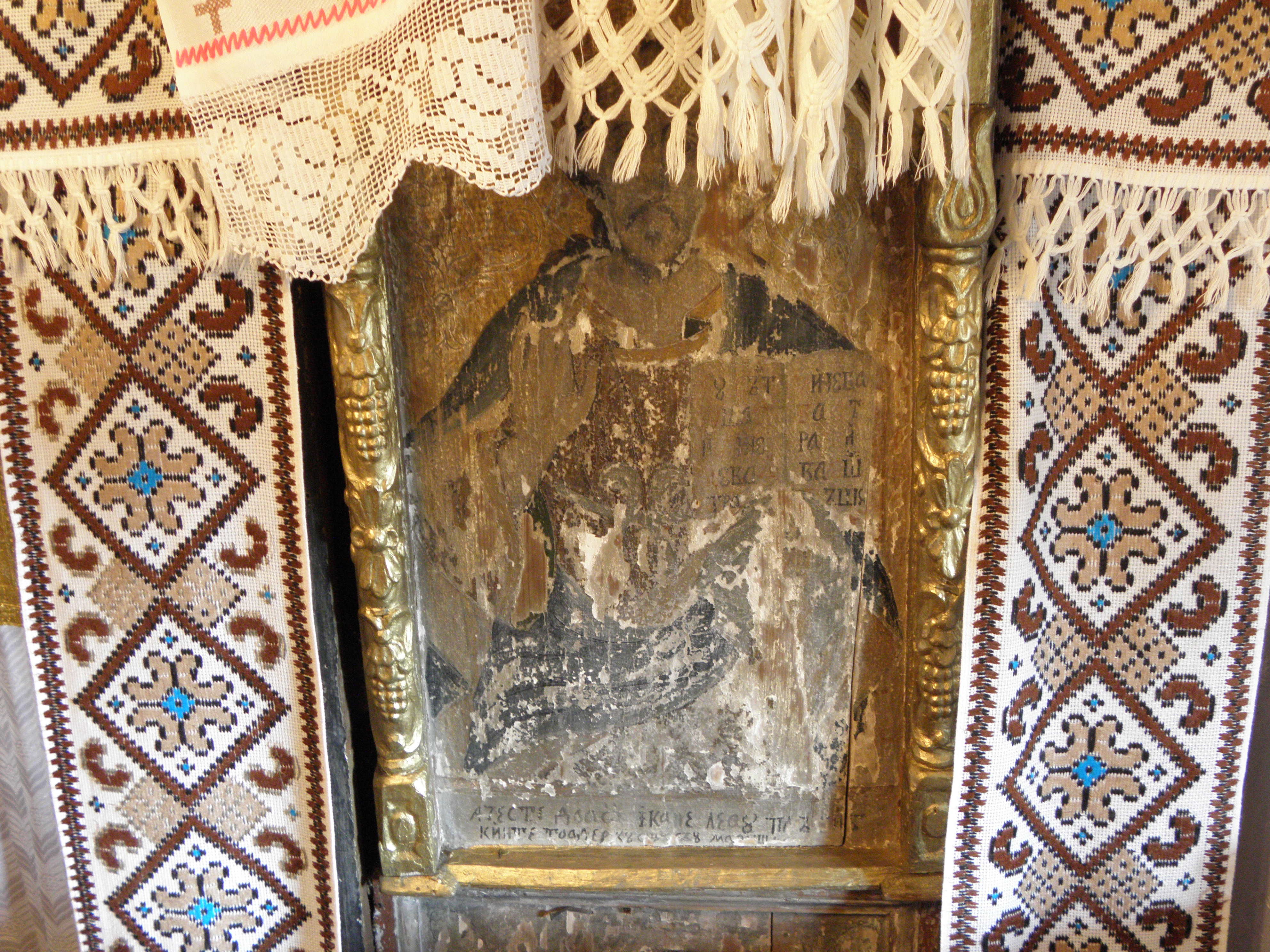
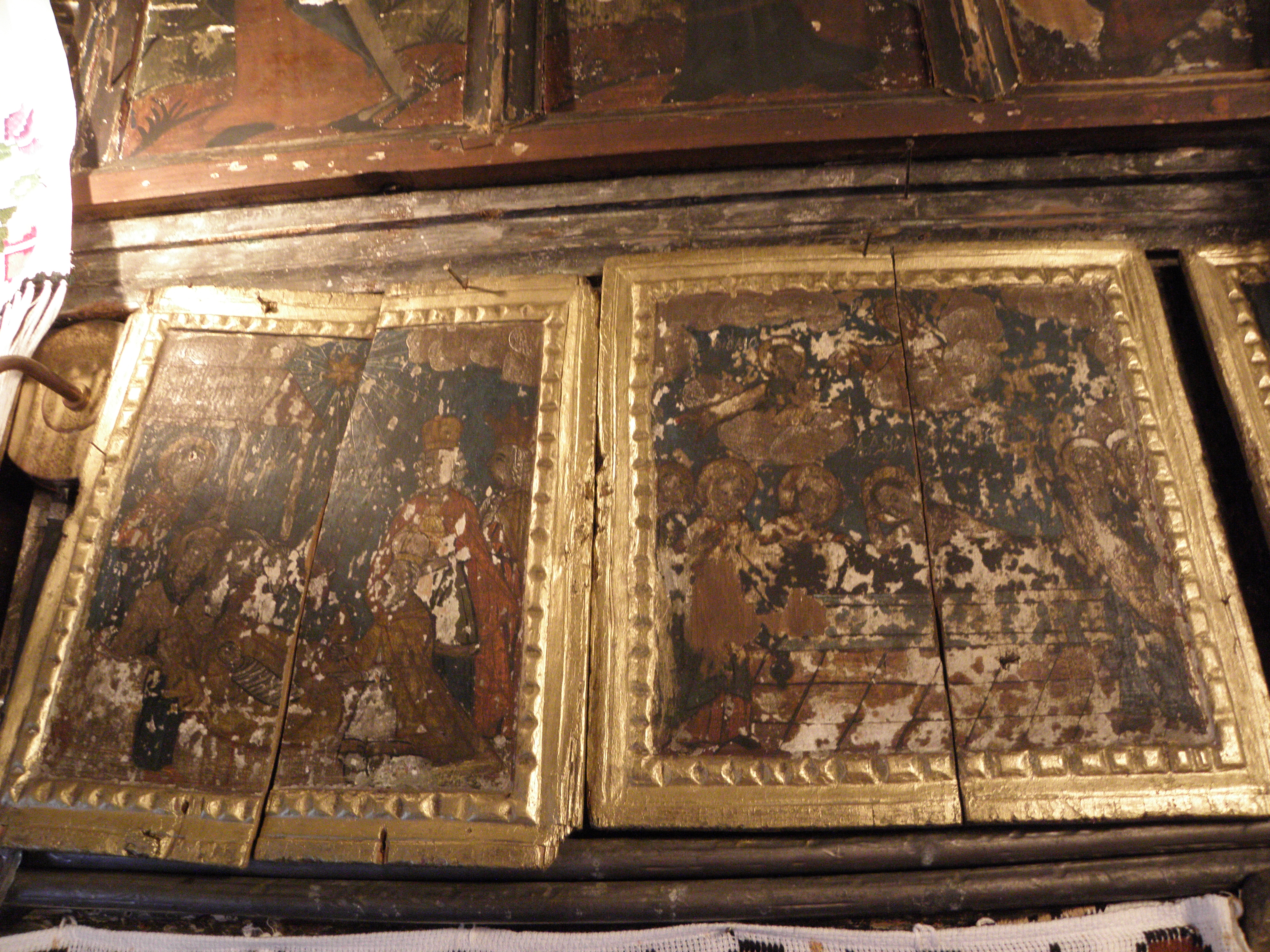
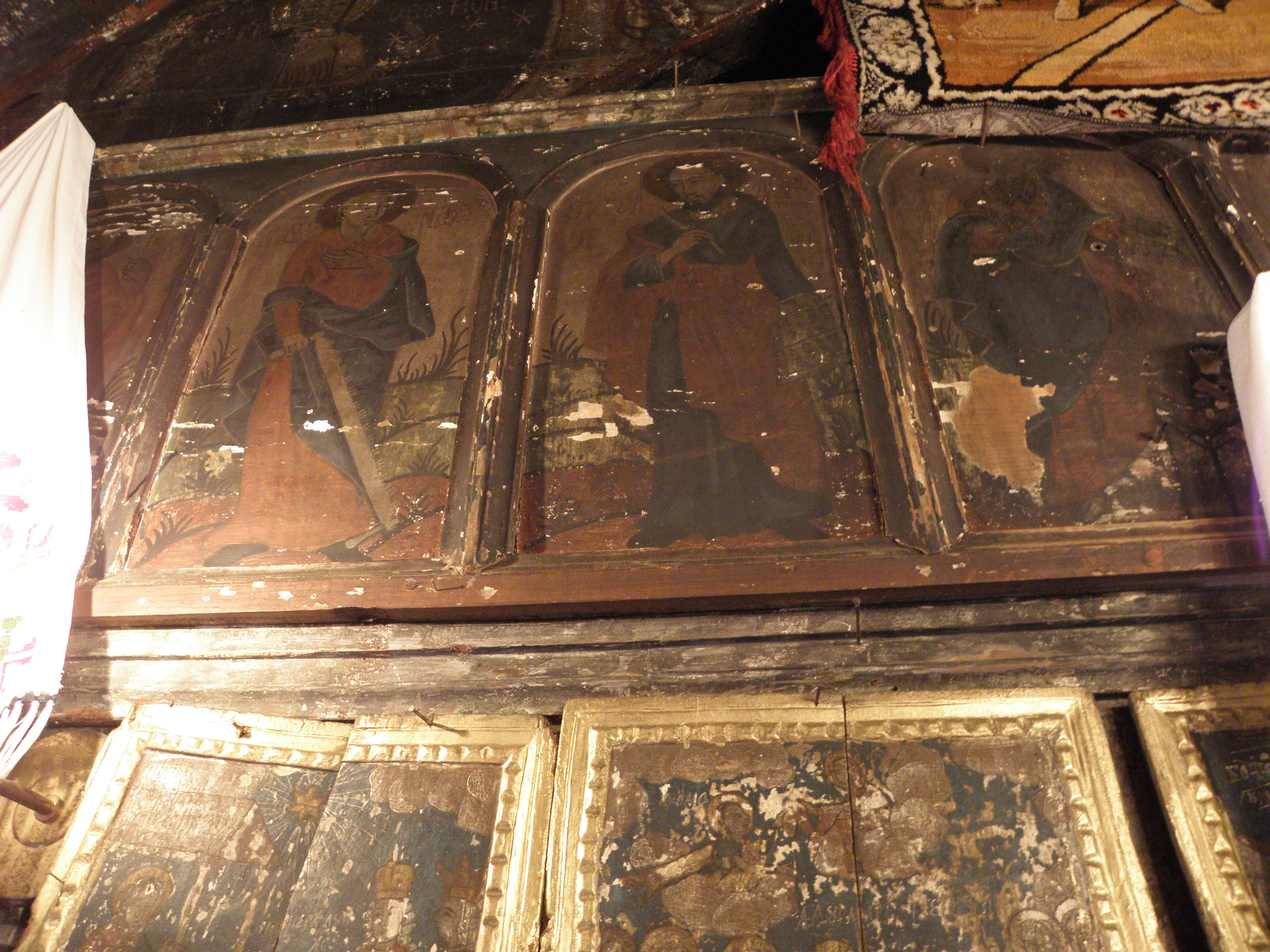
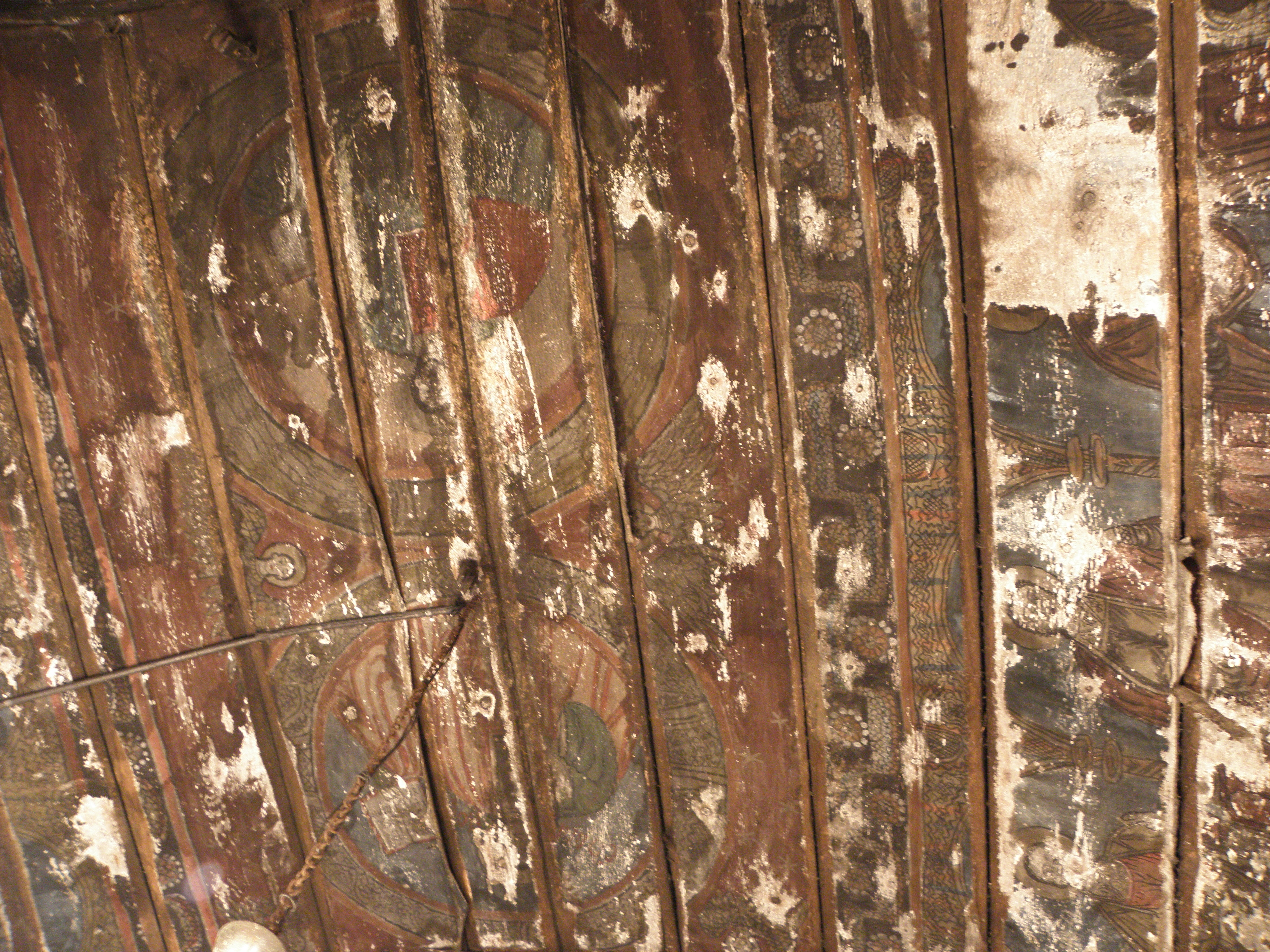
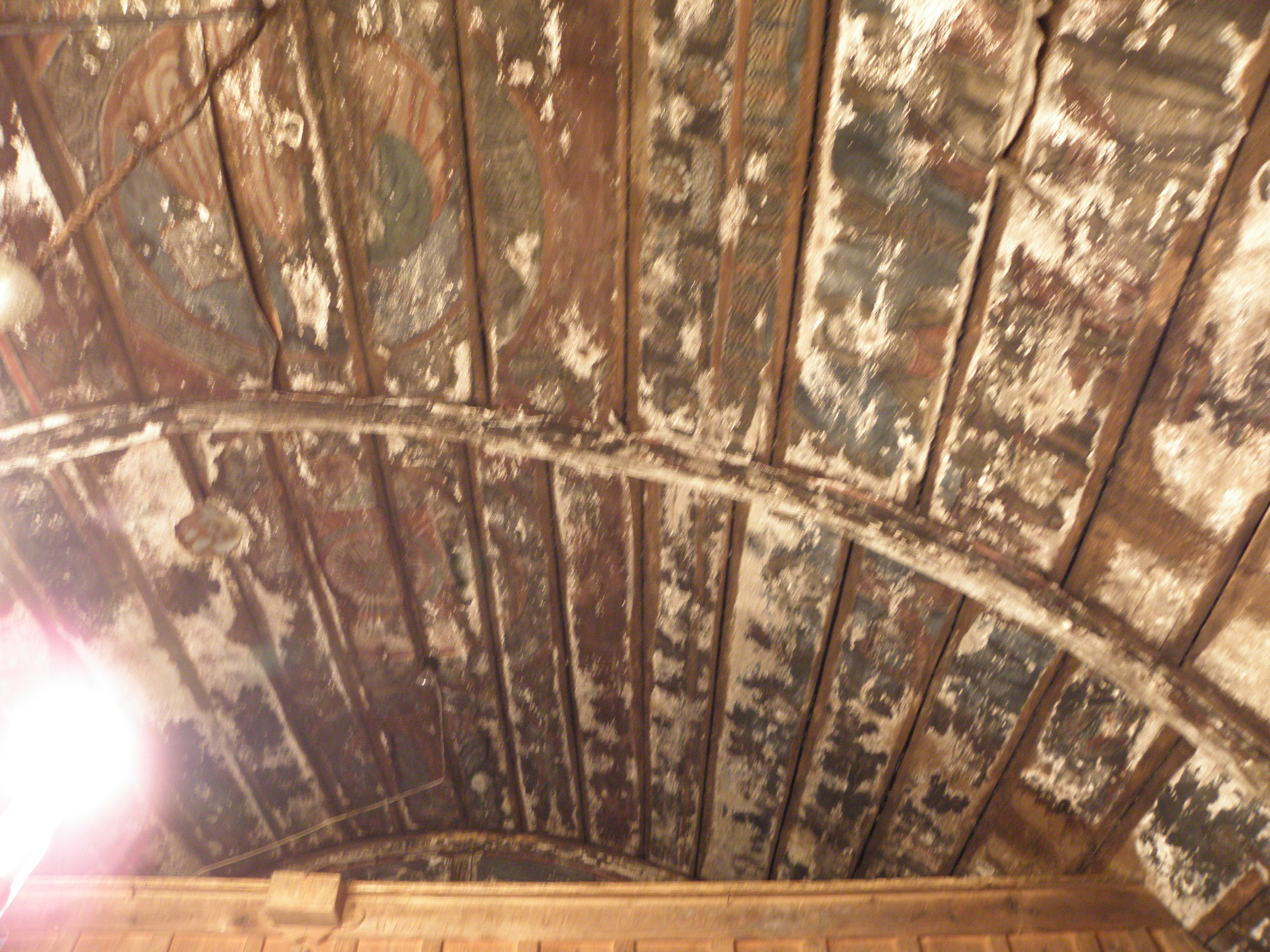
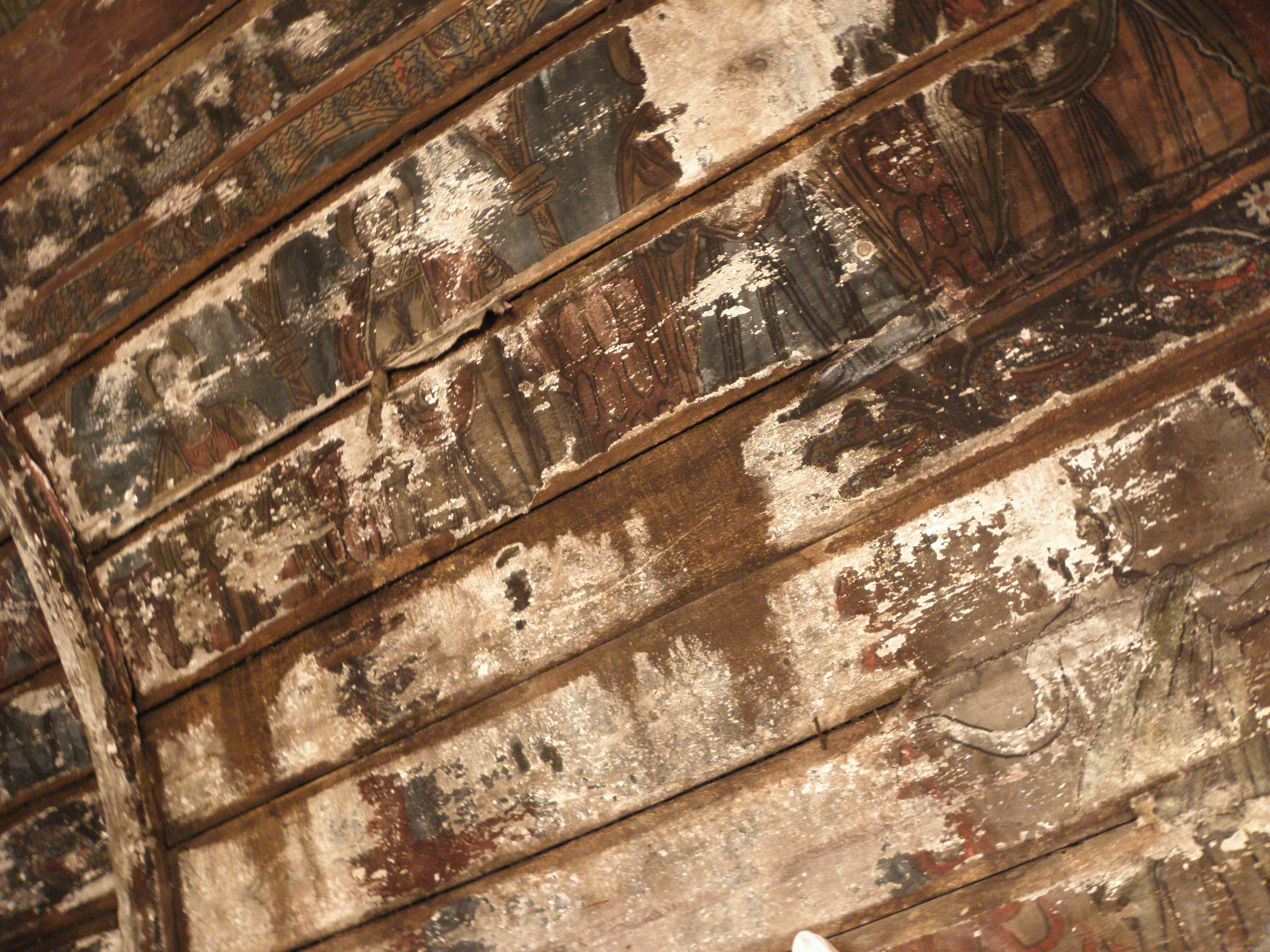
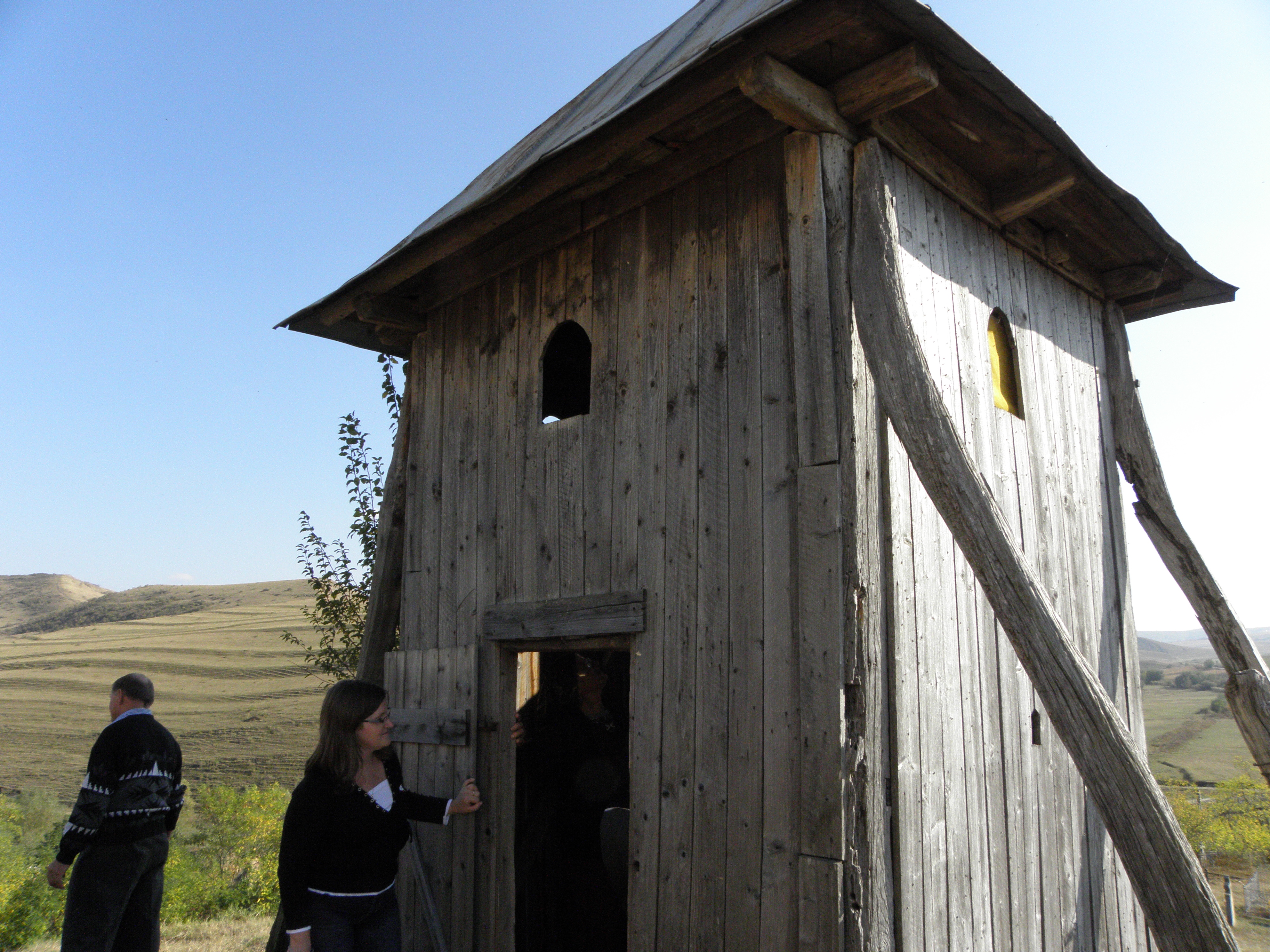
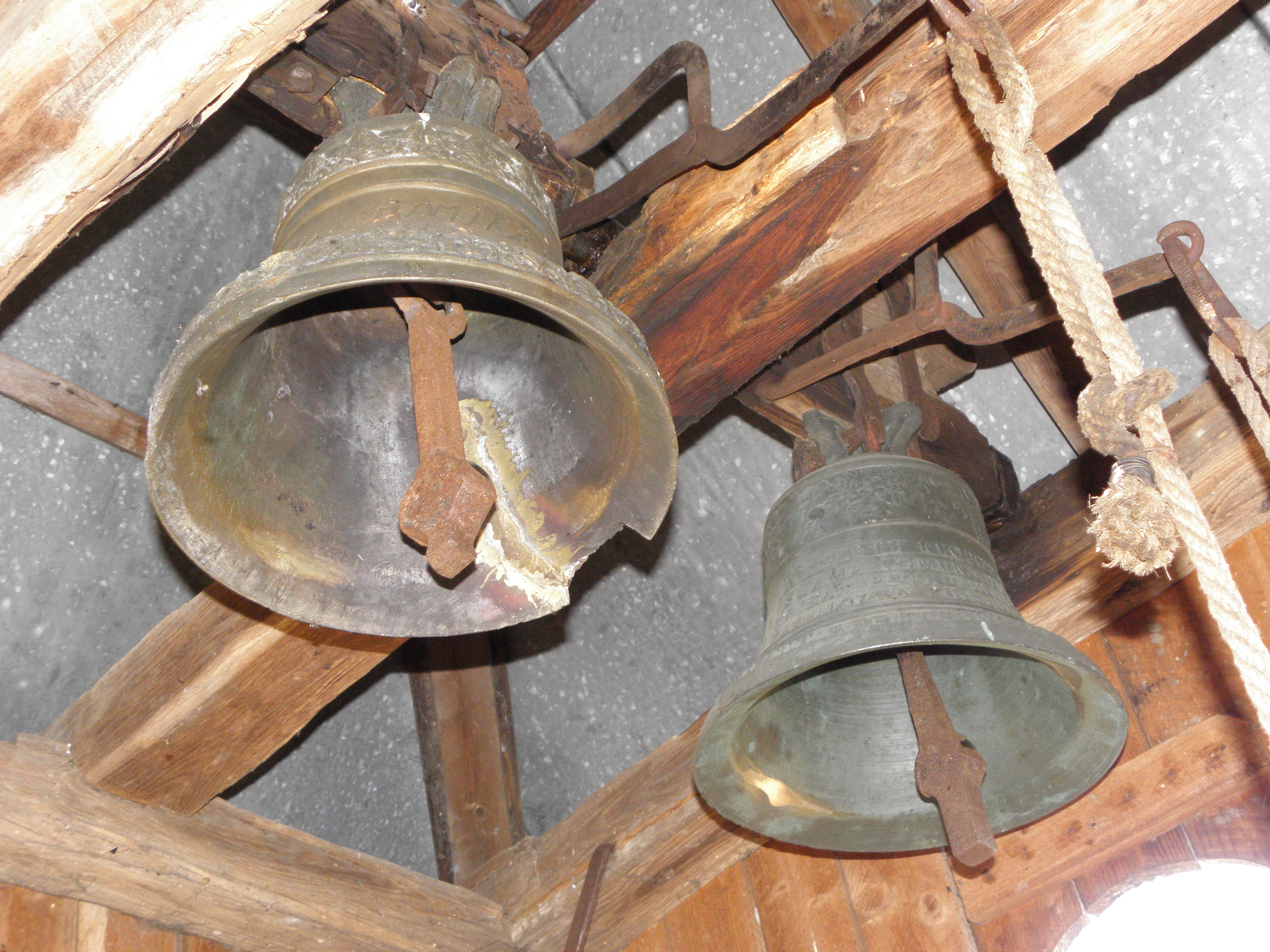
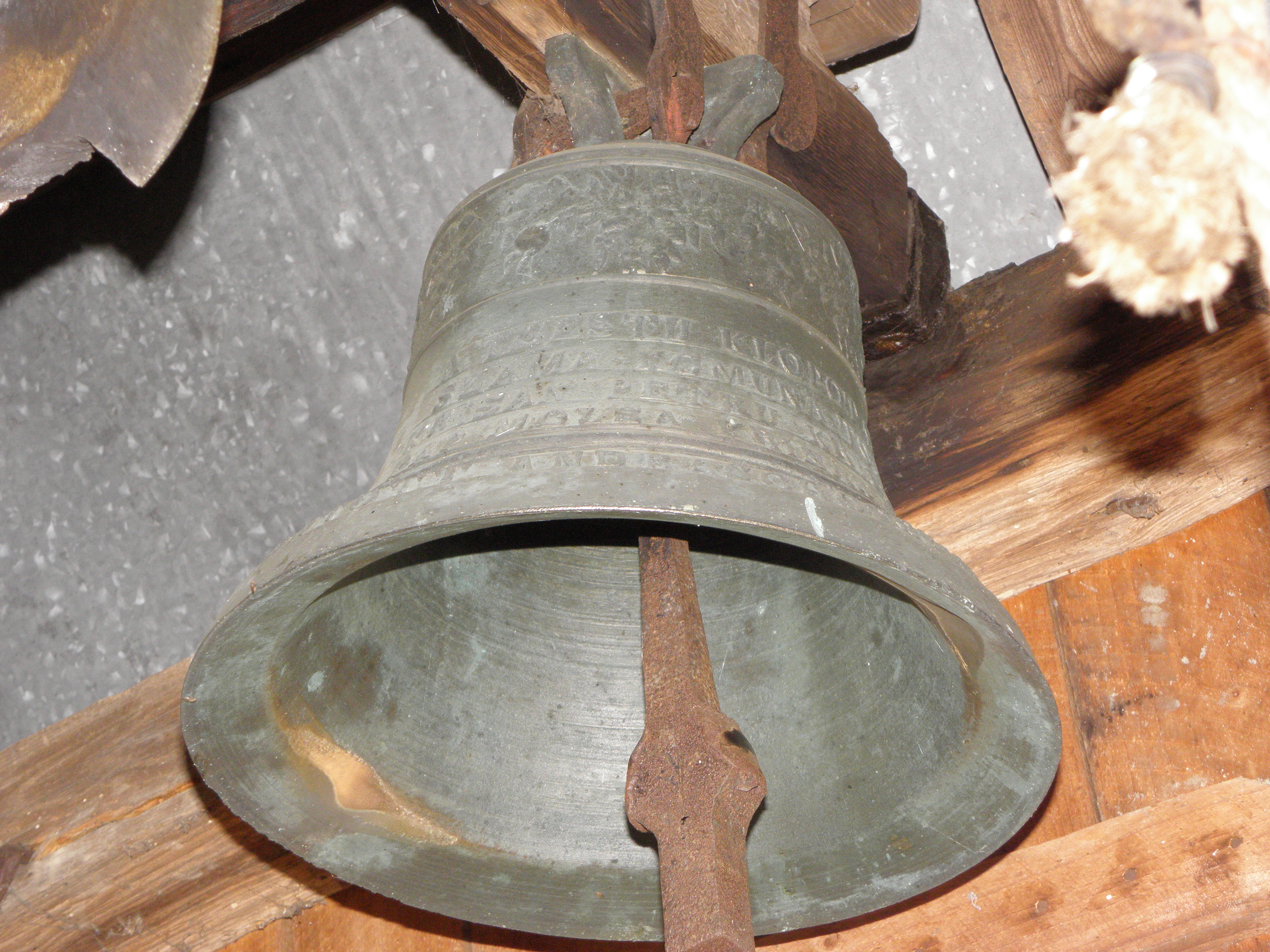
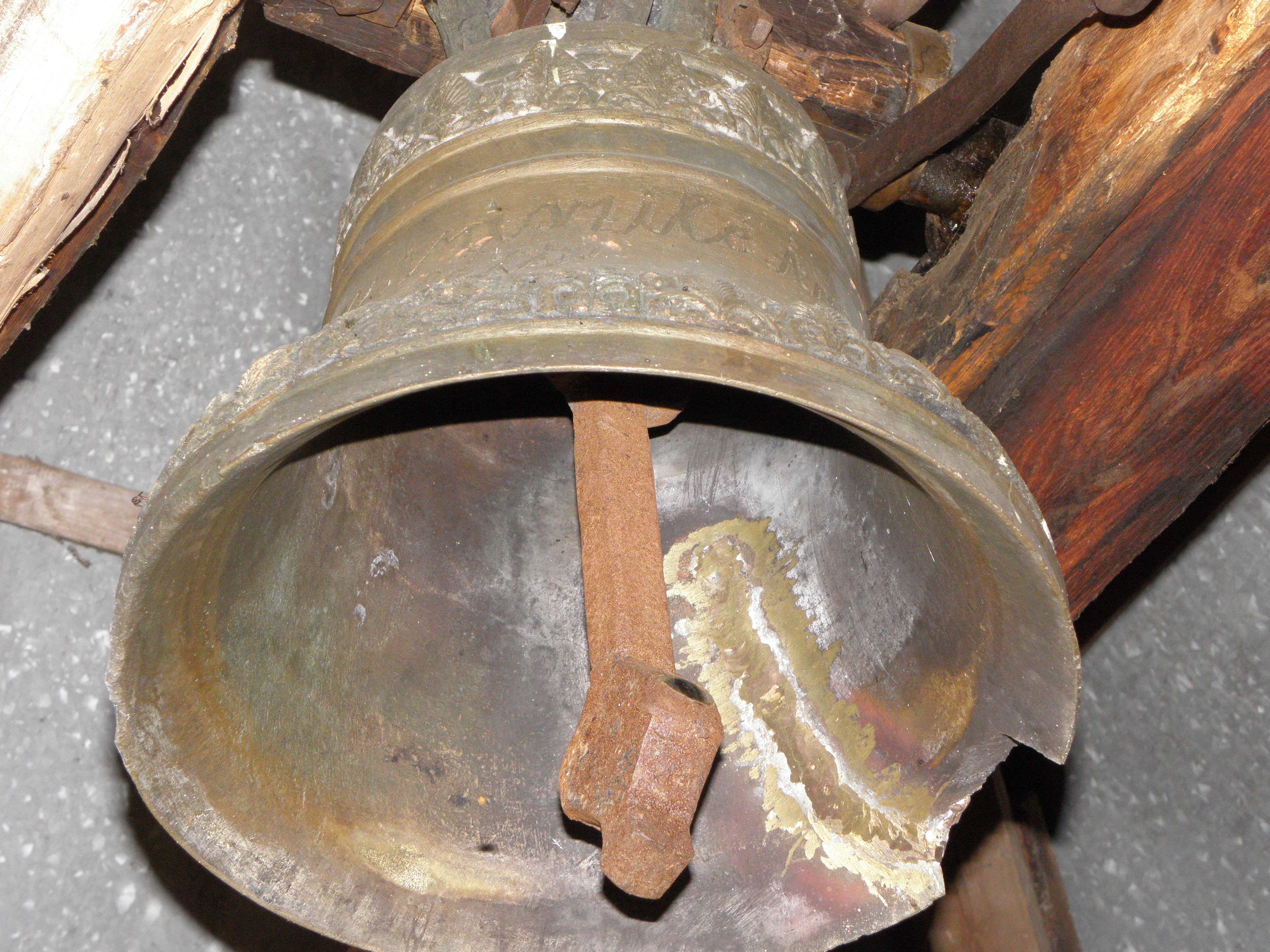
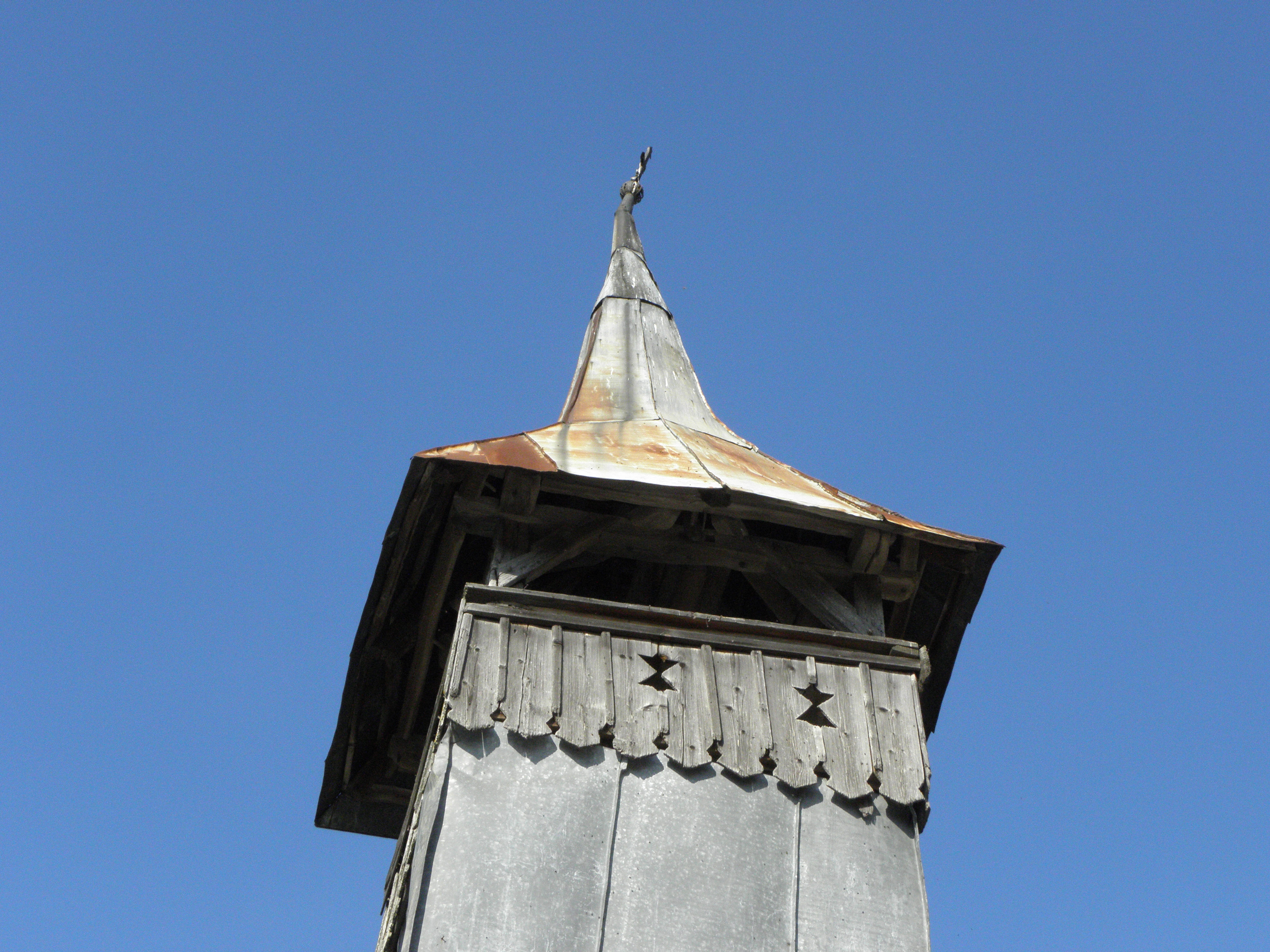
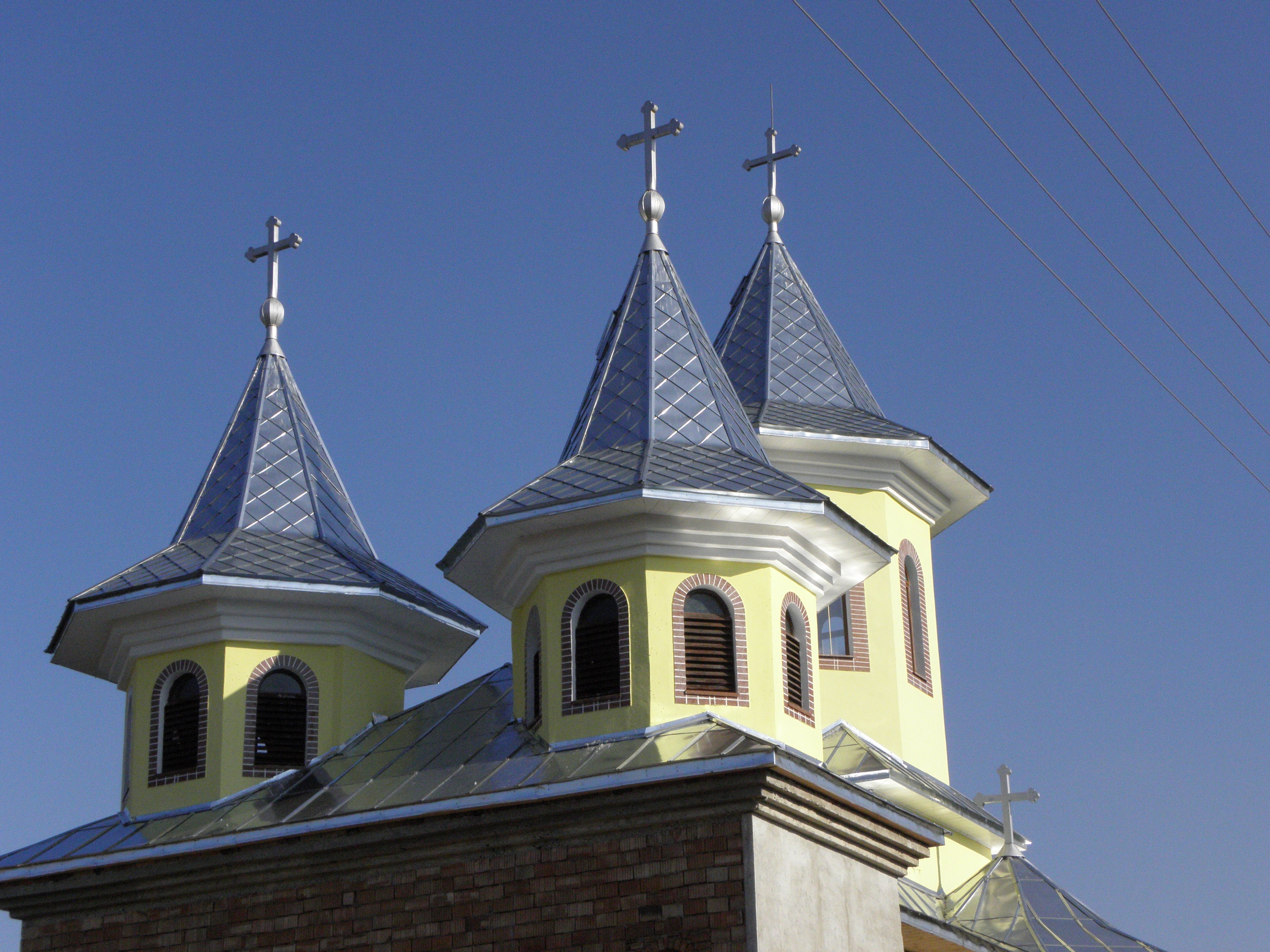
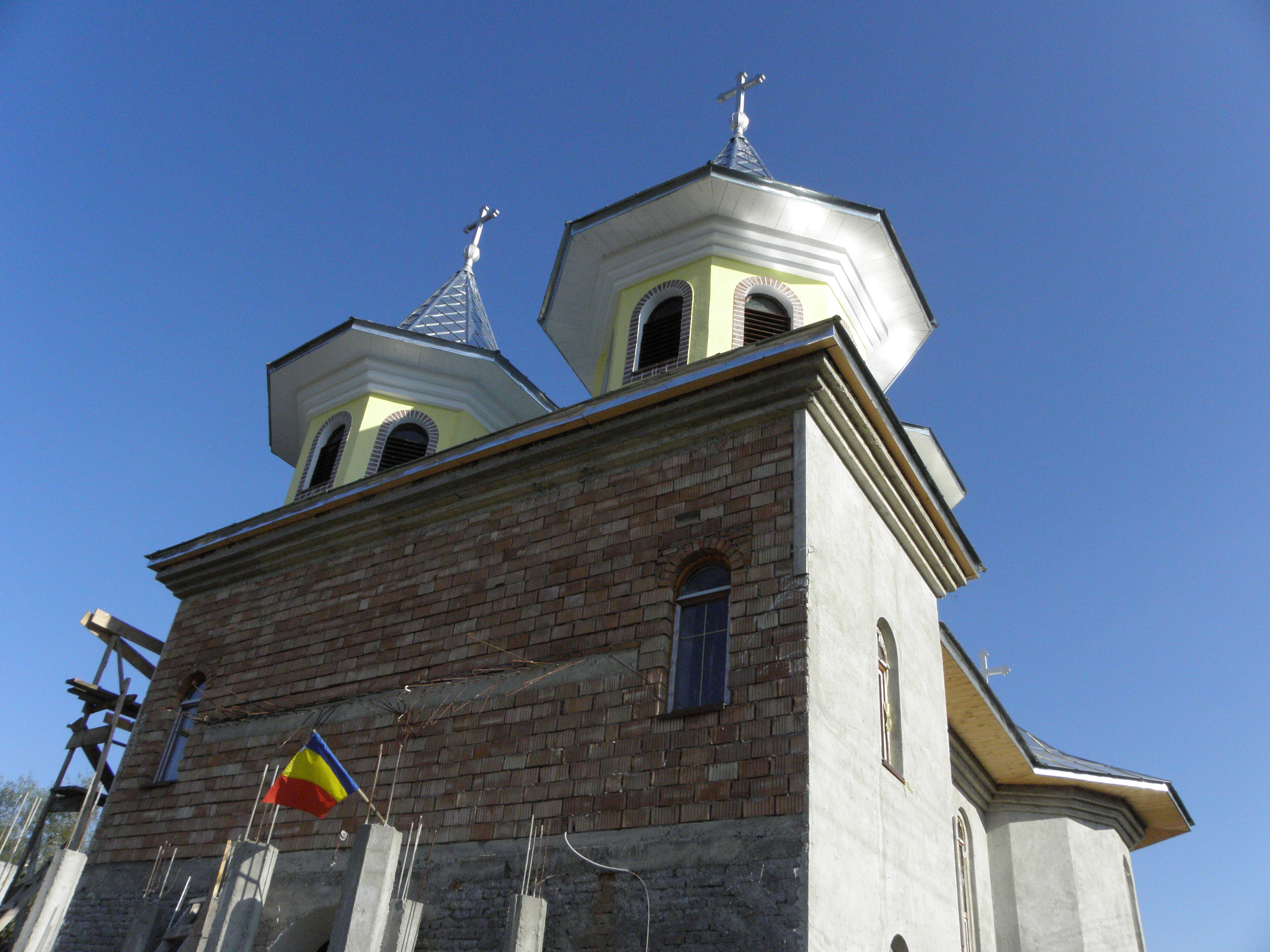
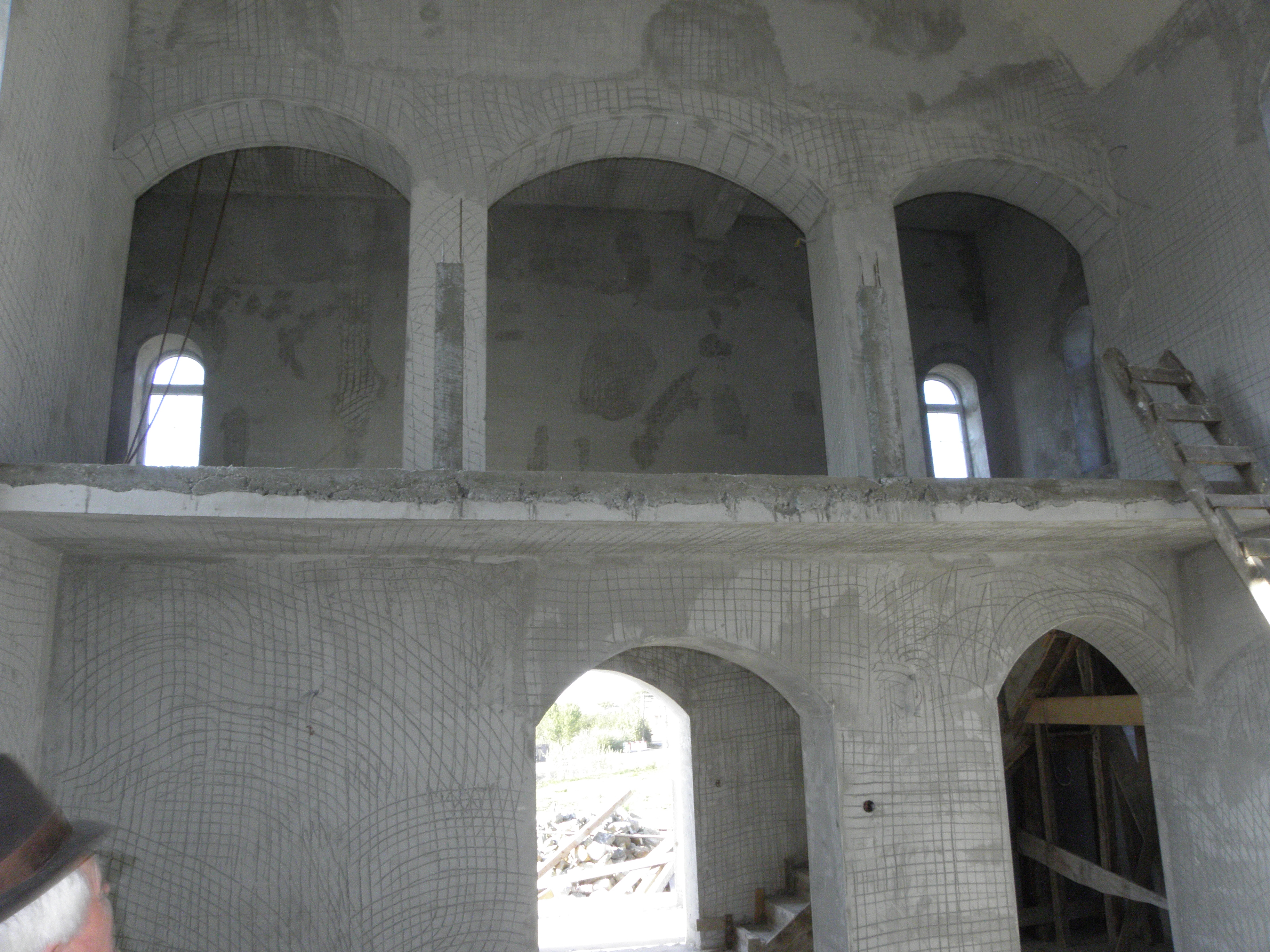
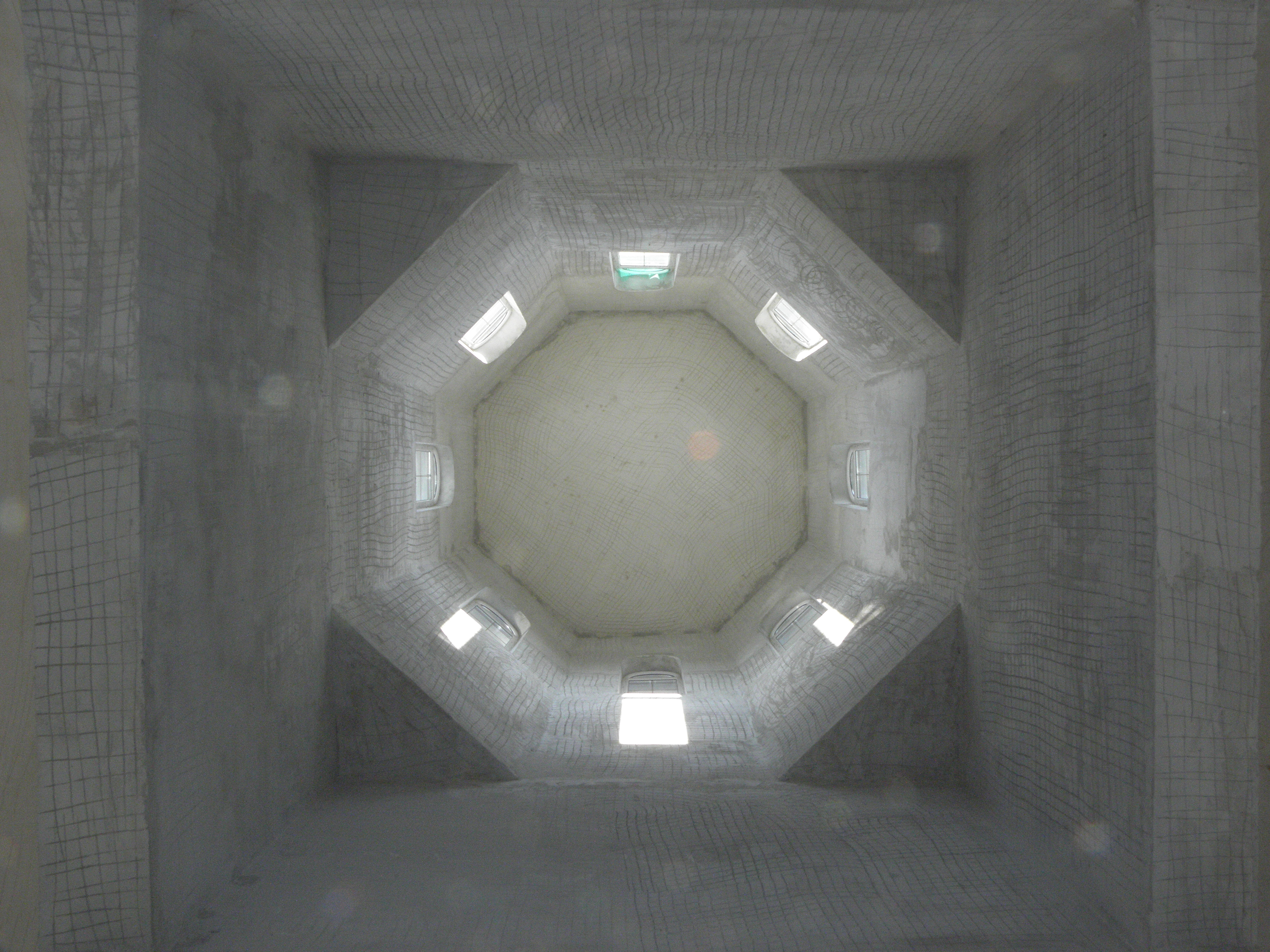
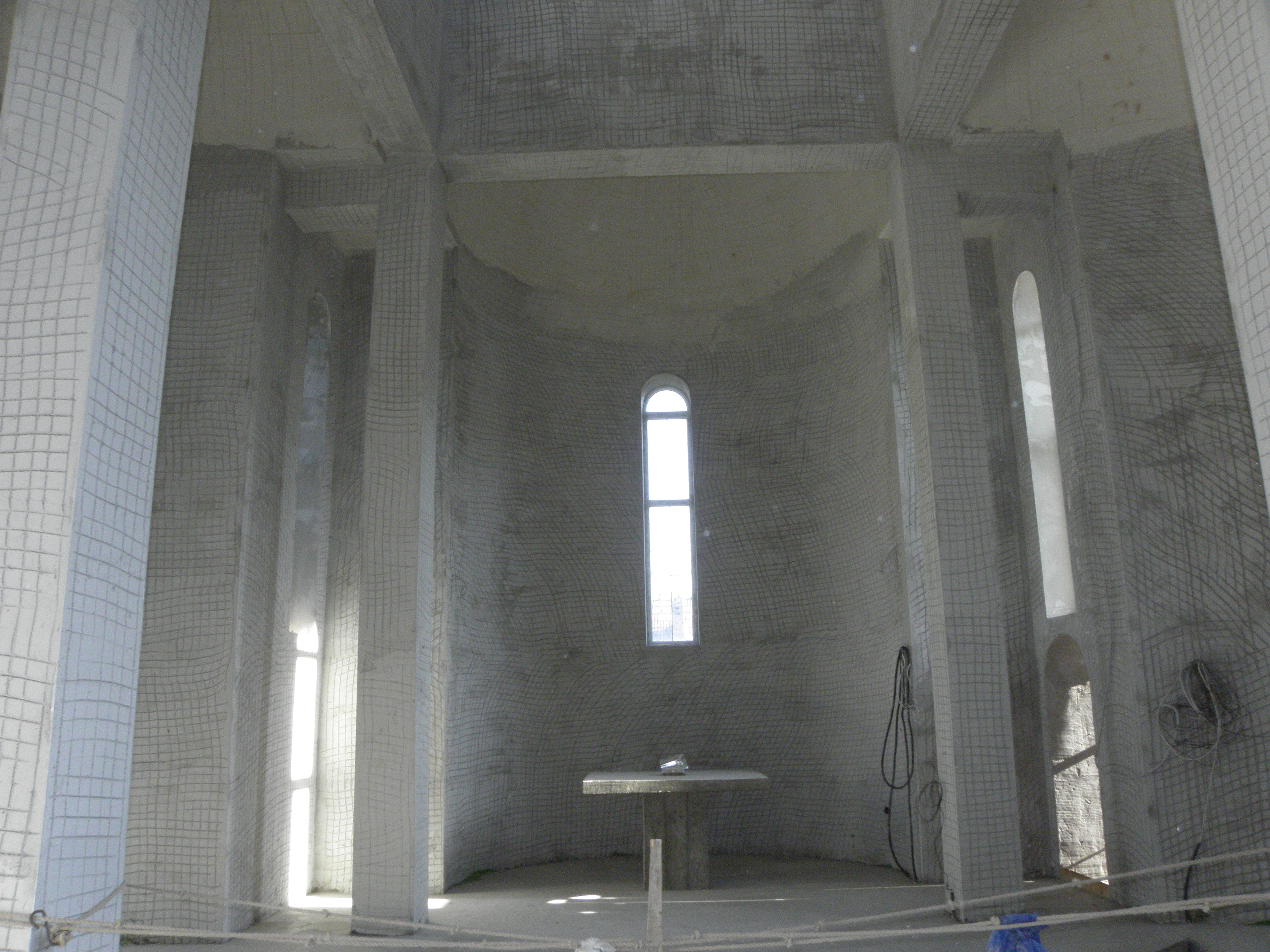
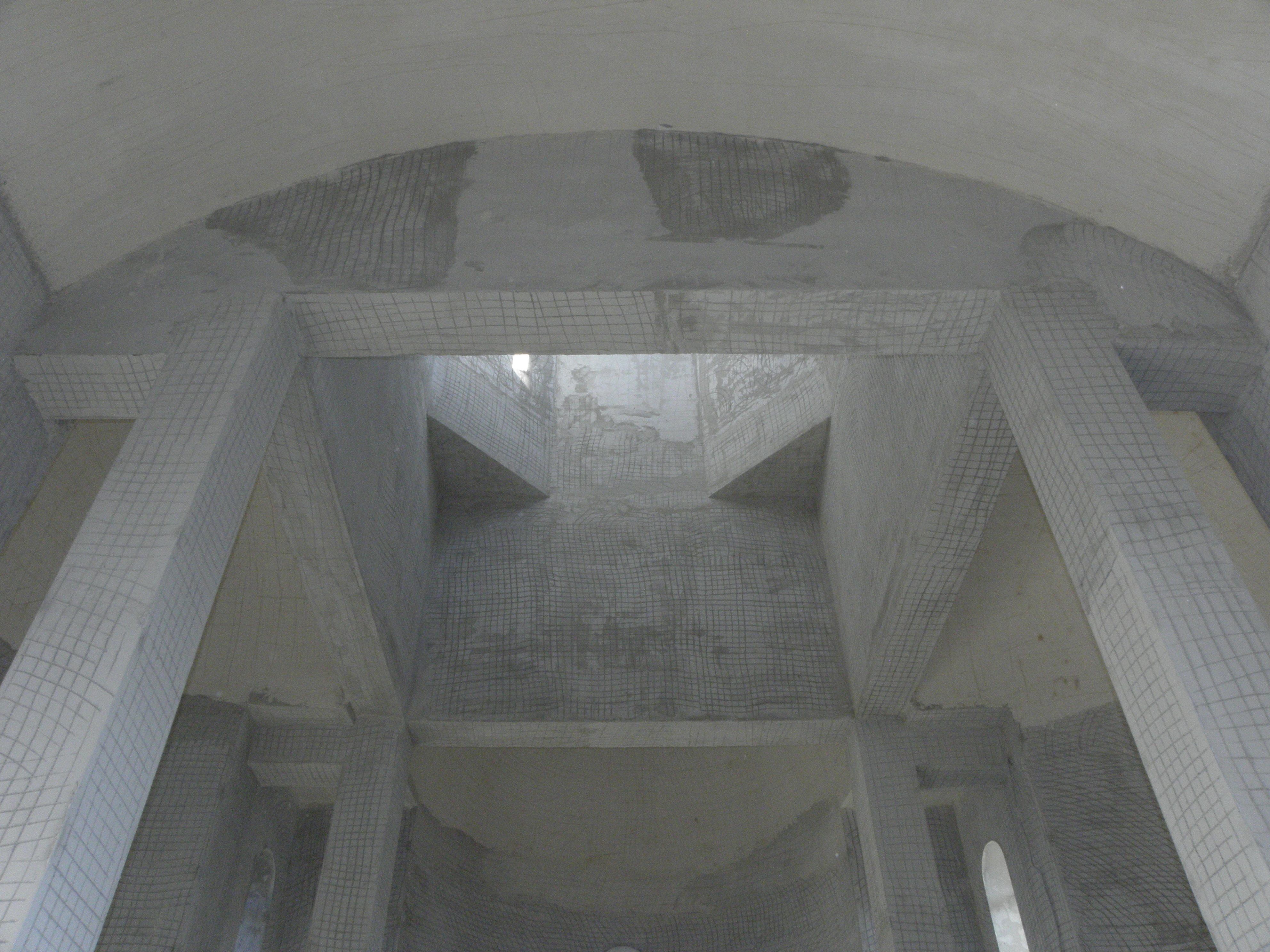